# 訃報 2023年10月
訃報 2023年10月（ふほう 2023ねん10がつ）では、2023年10月に物故した、または物故が報じられた人物についてまとめる。

## 1日 - 15日

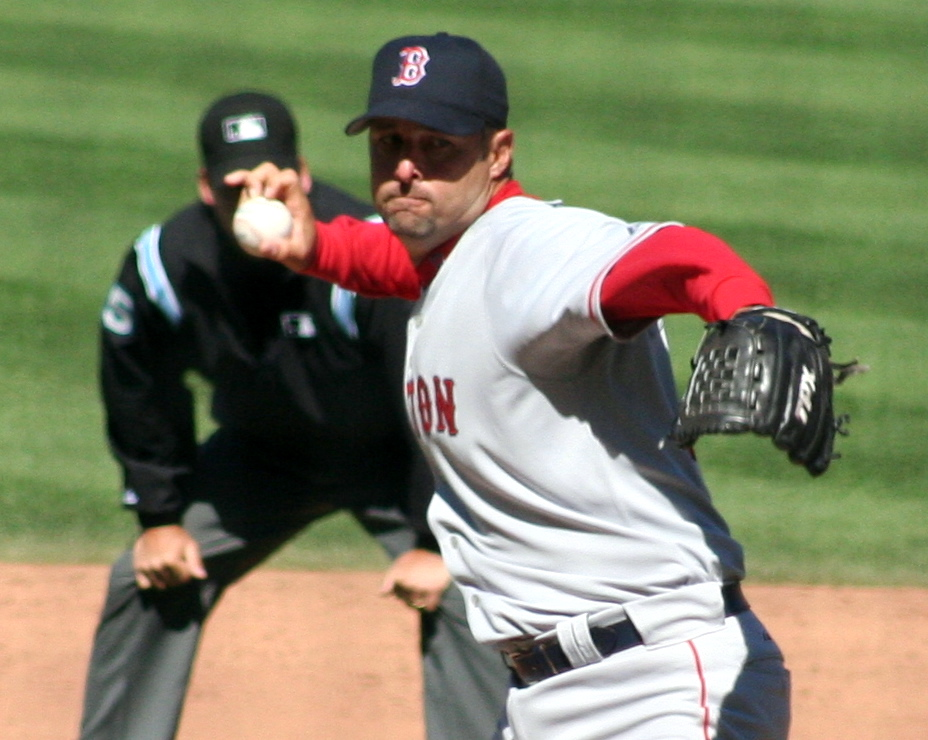
ティム・ウェイクフィールド／10月1日没

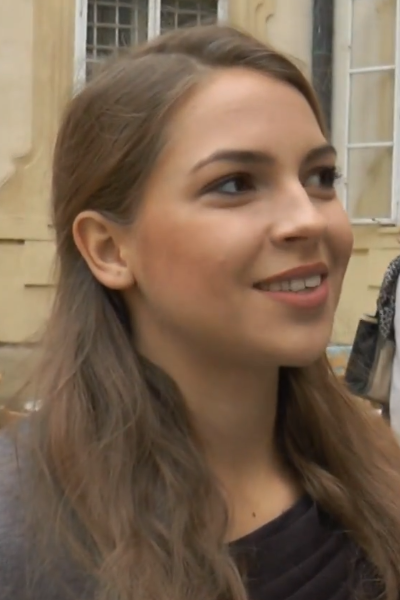
パトリツィア・ヤネチコヴァ／10月1日没

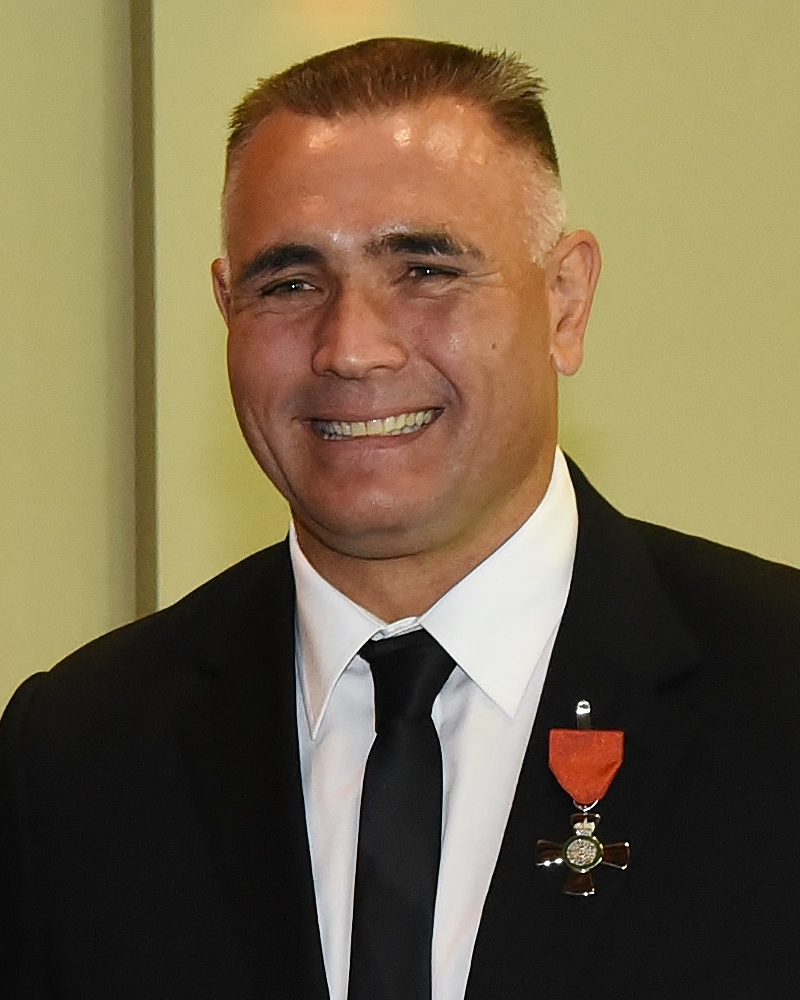
ジェイソン・ウェインヤード／10月4日没

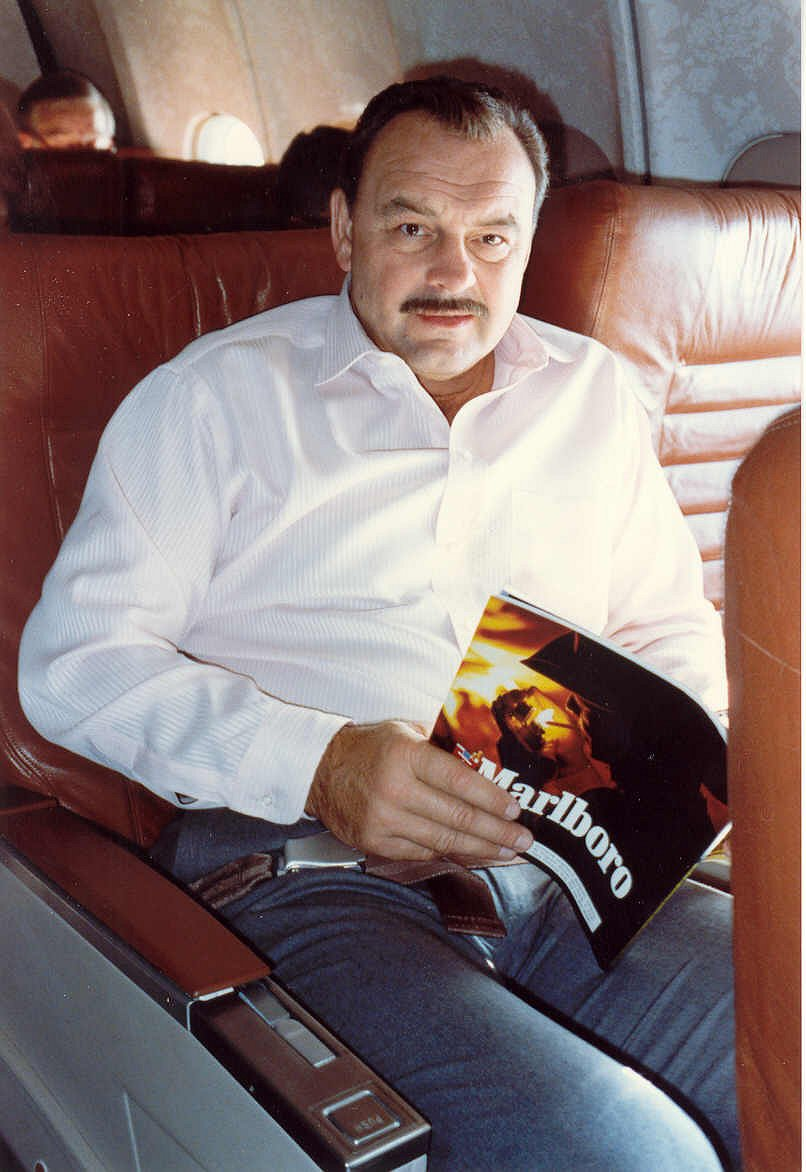
ディック・バトカス／10月5日没

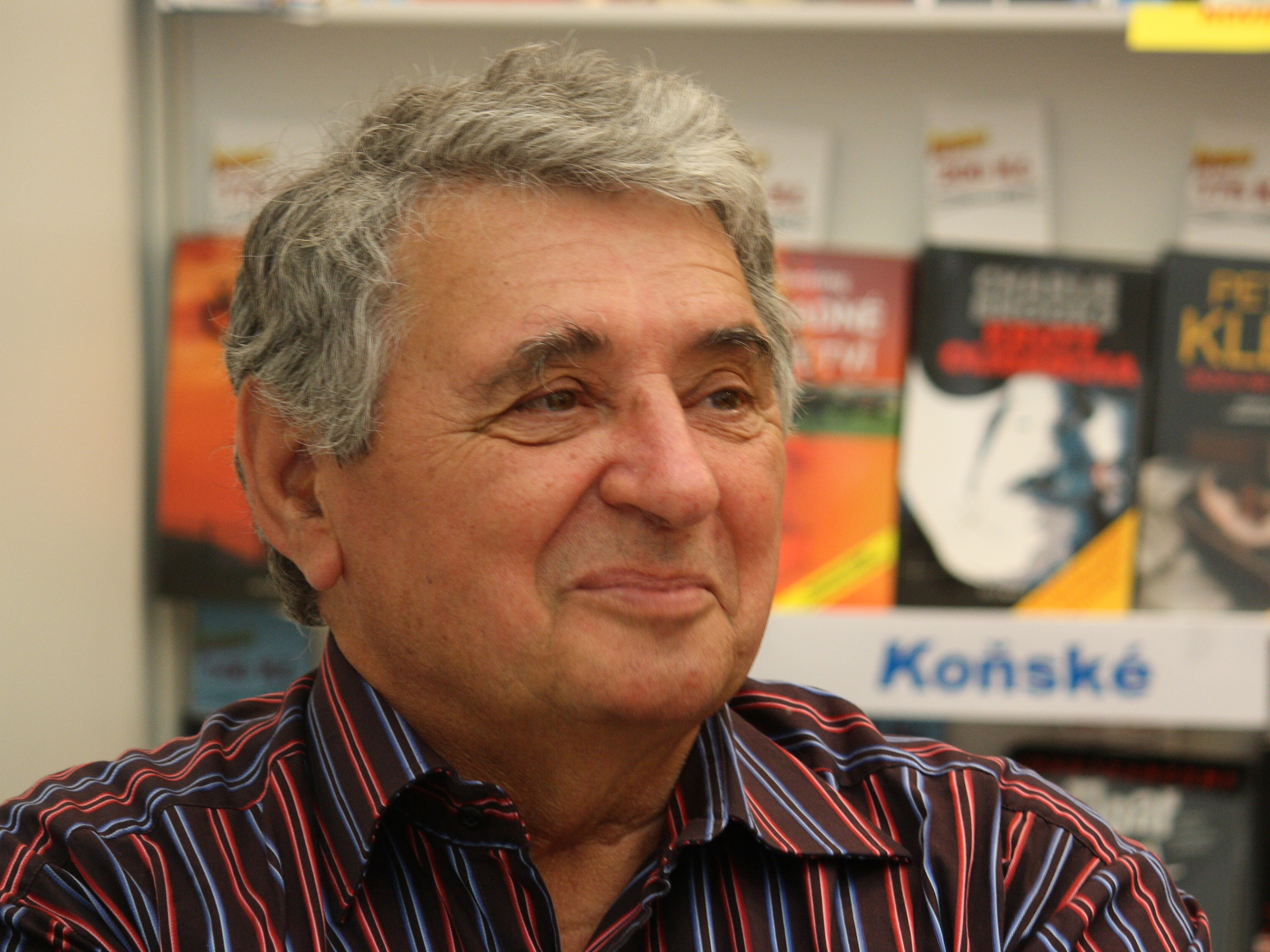
オールドリッチ・ペルチャーク／10月7日没（訃報発表日）

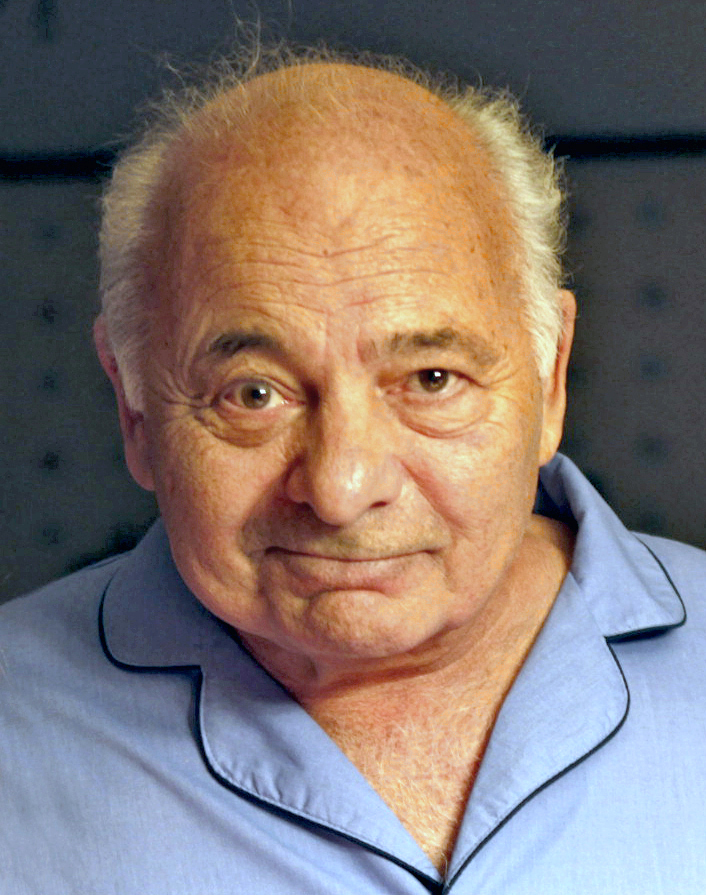
バート・ヤング／10月8日没

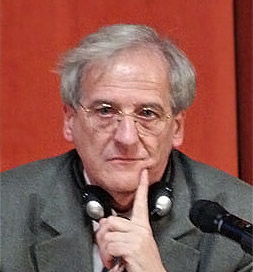
ショーヨム・ラースロー／10月8日没

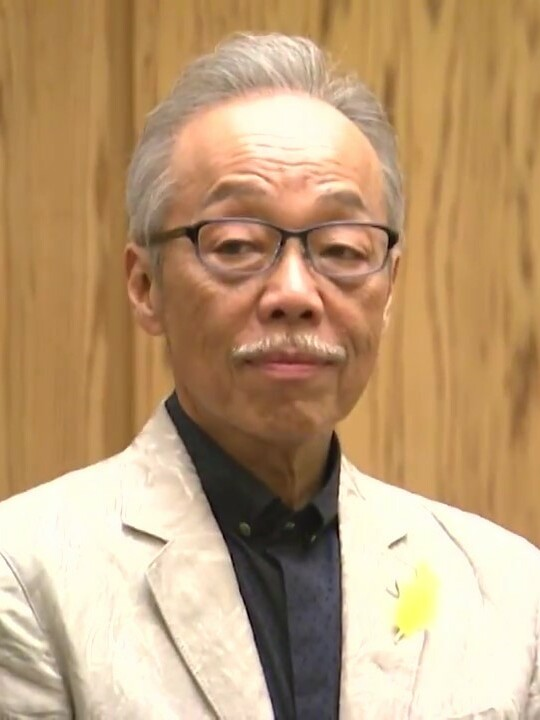
谷村新司／10月8日没

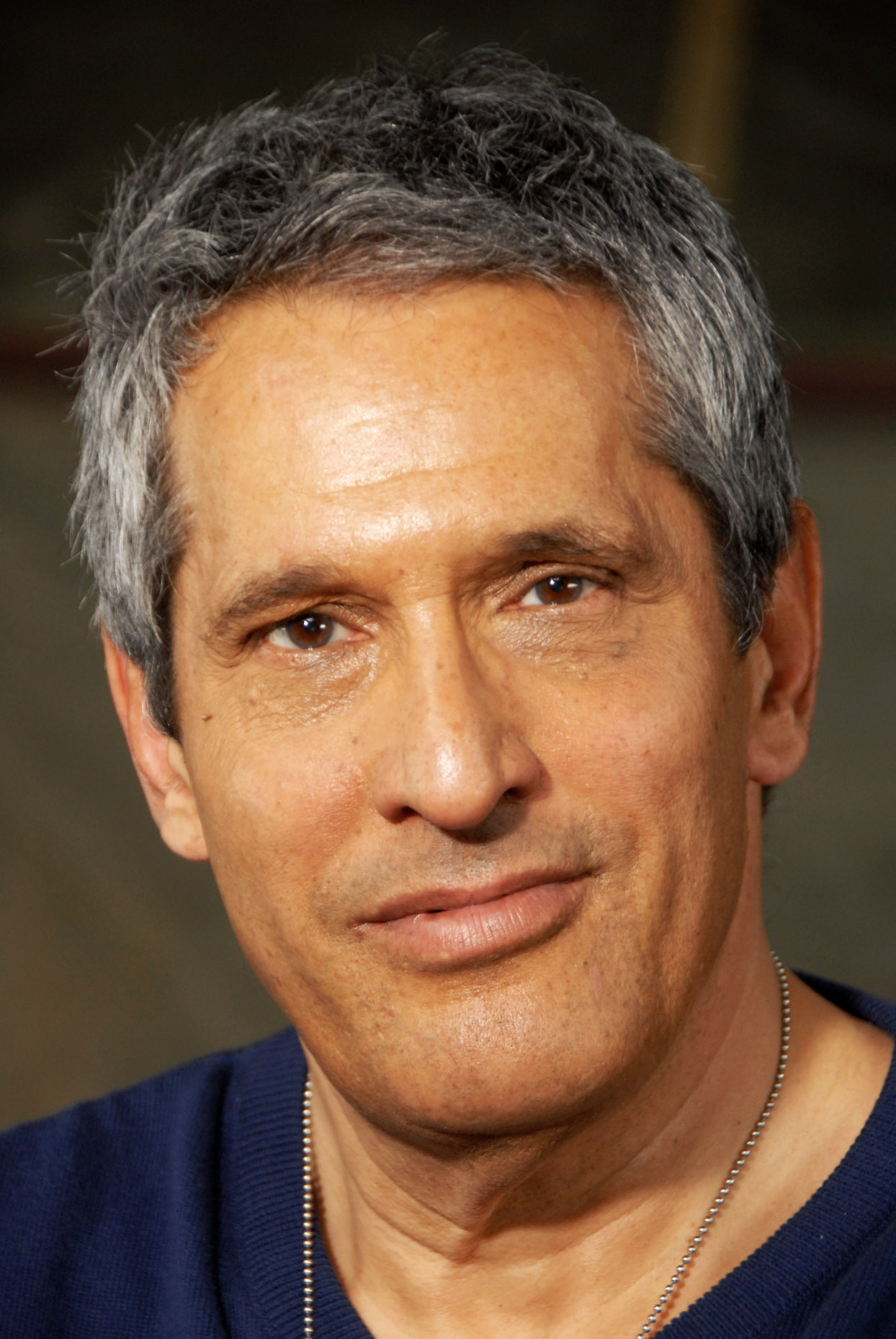
ハーシェル・サヴェージ／10月8日没

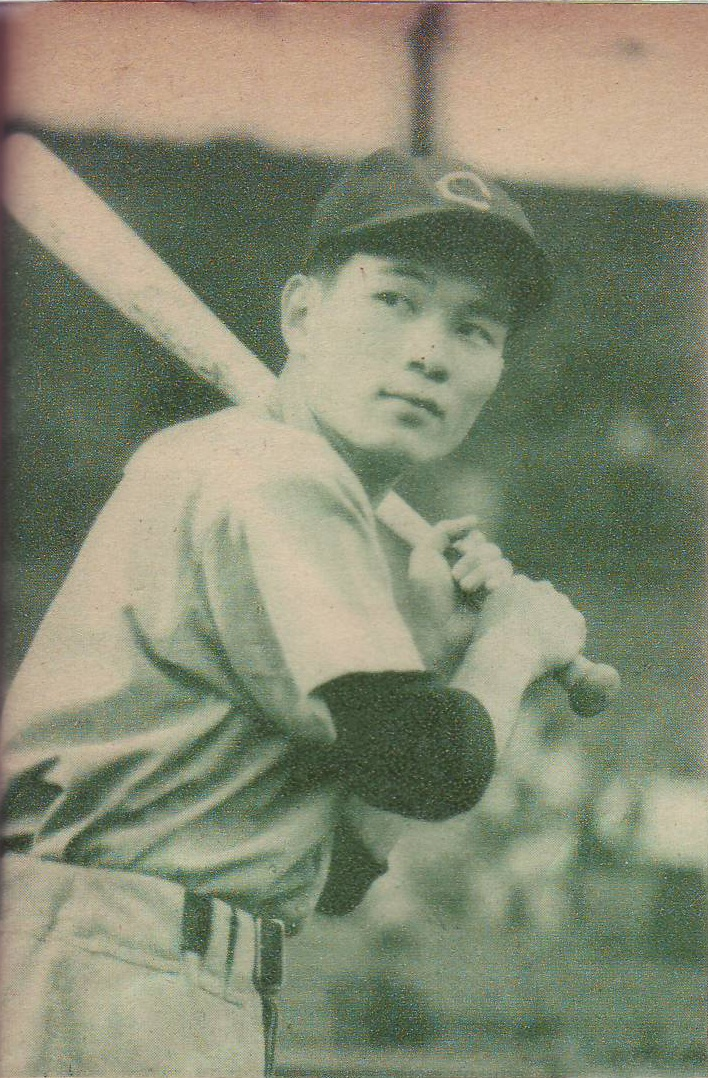
中利夫／10月10日没

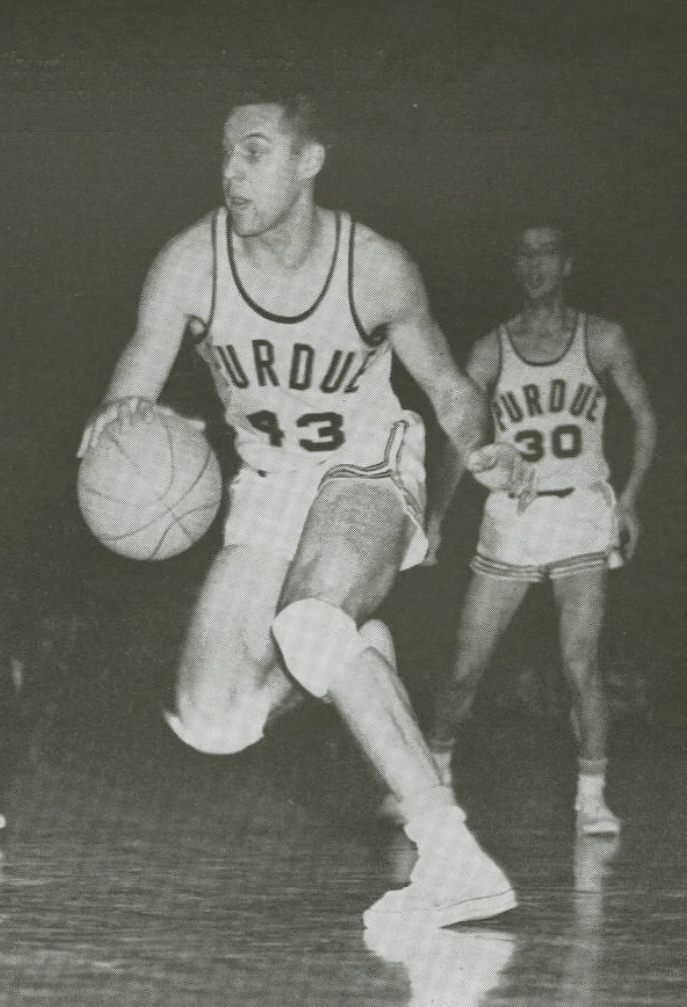
テリー・ディッシンガー／10月10日没

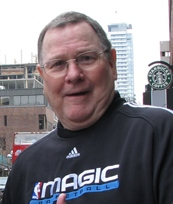
ブレンダン・マローン／10月10日没

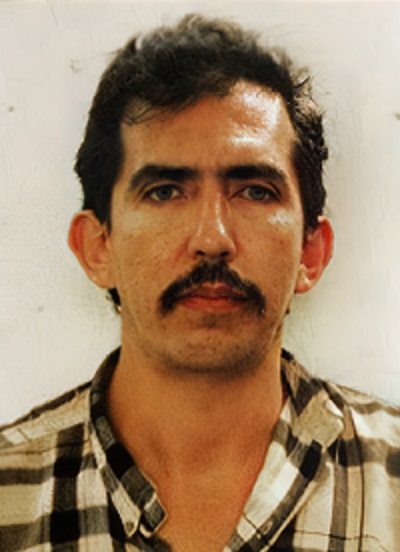
ルイス・ガラビート／10月12日没

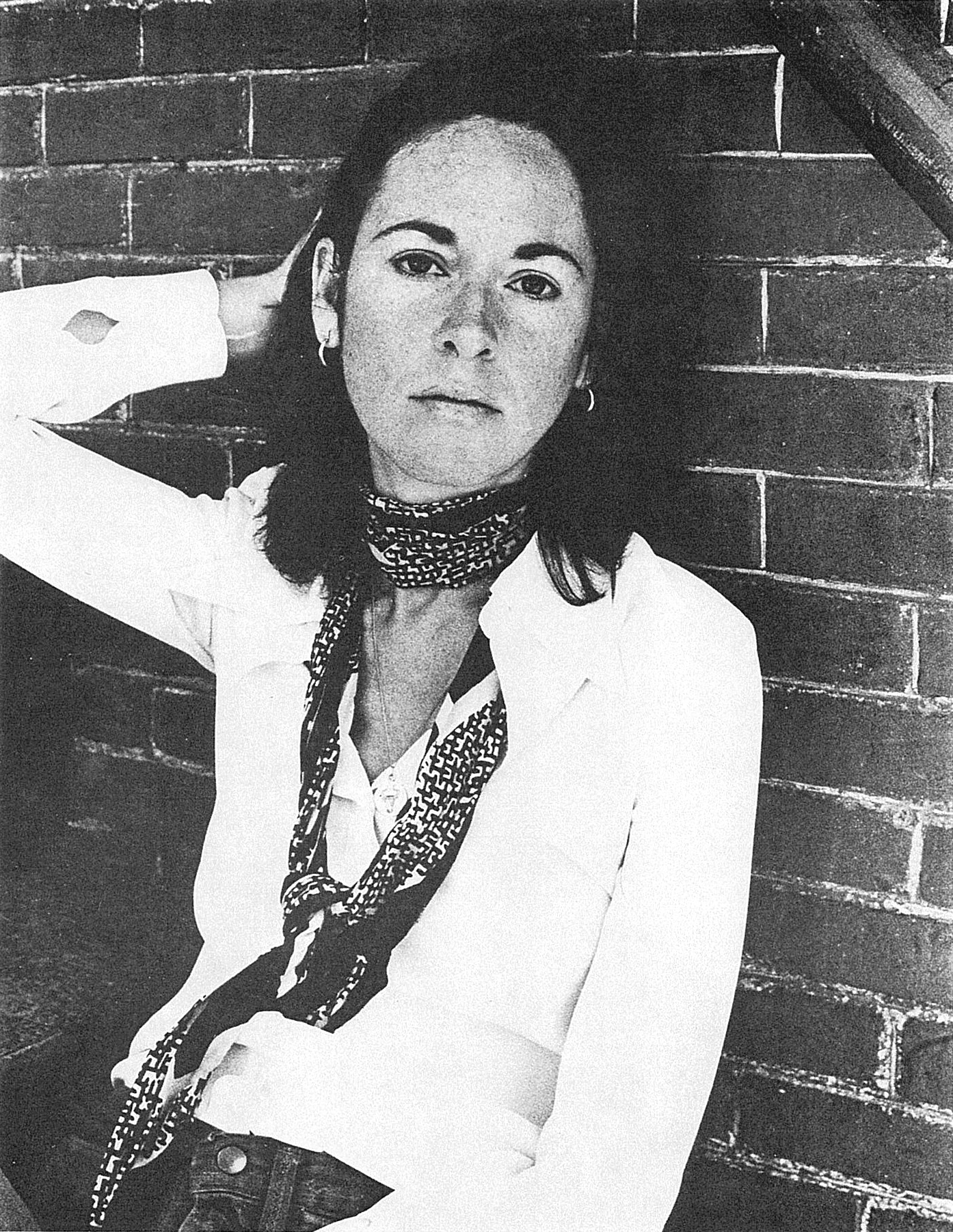
ルイーズ・グリュック／10月13日没

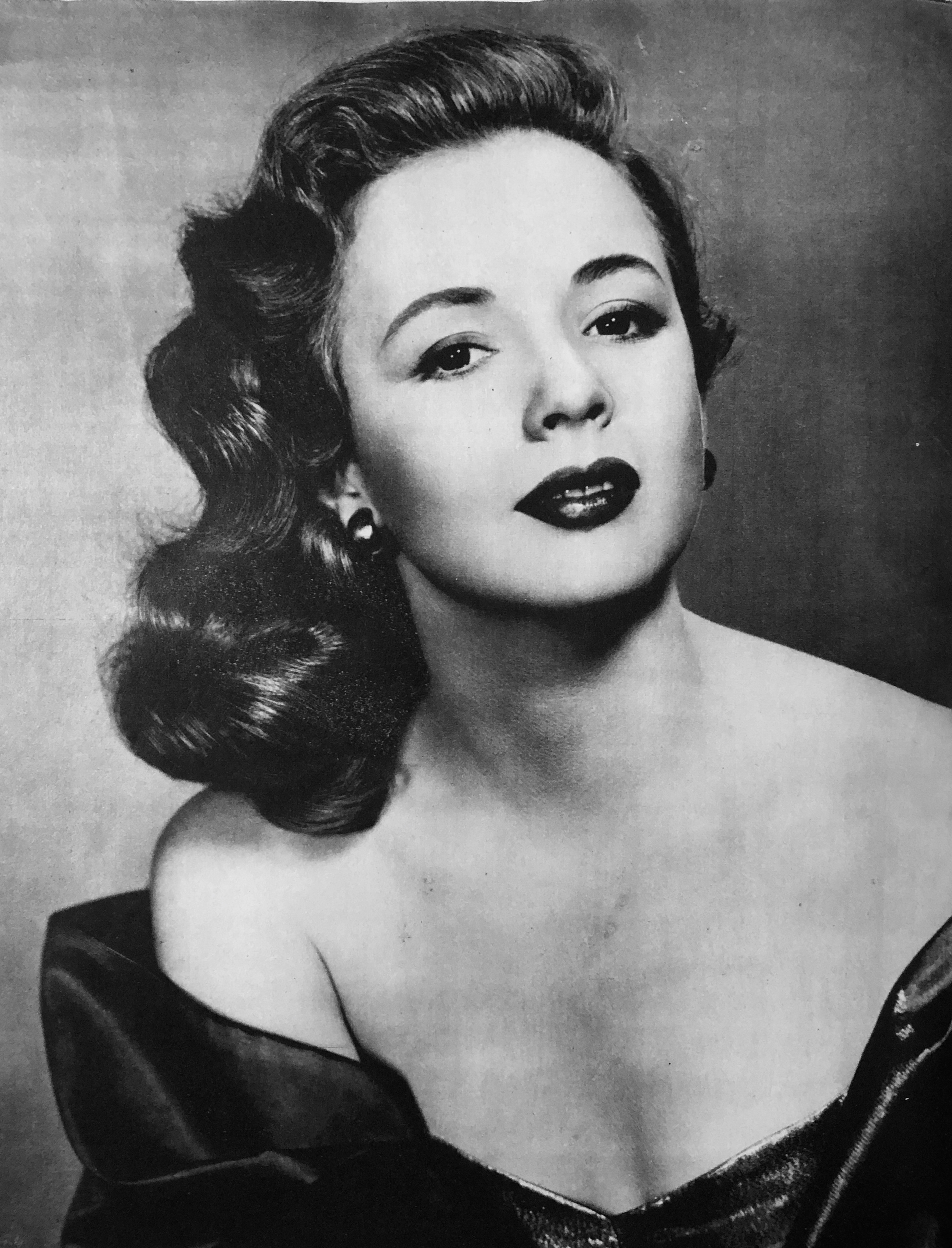
パイパー・ローリー／10月14日没

- 10月1日（死去判明日） - 金永日、朝鮮民主主義人民共和国（北朝鮮）の政治家、元朝鮮労働党書記兼国際部長、元外務次官（* 1947年）[1]
- 10月1日 - ティム・ウェイクフィールド、アメリカ合衆国の元MLB選手【ボストン・レッドソックスなどに所属】（* 1966年）[2]
- 10月1日 - 茂垣周平、日本の声優（* 1989年）[3]
- 10月1日 - パトリツィア・ヤネチコヴァ、ドイツ出身のスロバキア人オペラ歌手、ミュージカル歌手（* 1998年）[4]
- 10月2日 - フランシス・リー（英語版）、イギリスの元プロサッカー選手【マンチェスター・シティFCなどに所属】、元イングランド代表（* 1944年）[5]
- 10月2日 - 高島直樹、日本の政治家、東京都議会議員、元東京都議会議長（* 1950年）[6]
- 10月2日 - オクダリヒョン、大韓民国のYouTuber（* 1984年）[7]
- 10月3日 - 姜信浩（朝鮮語版）、大韓民国の実業家、元全国経済人連合会会長（* 1927年）[8]
- 10月3日 - ホシュバフト・ユシフザデ（英語版）、アゼルバイジャンの地質学者、アゼルバイジャン国営石油会社の第一副社長（* 1930年）[9]
- 10月3日 - ジョー・クリストファー（英語版）、アメリカ合衆国の元プロ野球選手（* 1935年）[10]
- 10月3日 - ジャン＝ピエール・エルカバッハ（英語版）、フランスの政治ジャーナリスト（* 1937年）[11]
- 10月3日 - 野村仁、日本の美術家、京都市立芸術大学名誉教授（* 1945年）[12]
- 10月4日 - エクトル・マヤゴイティア・ドミンゲス（英語版）、メキシコの学者【化学細菌学、寄生虫学】、教育者、政治家、元ドゥランゴ州知事、元メキシコ国立工科大学長（* 1923年）[13]
- 10月4日 - テレスフォア・トッポ（英語版）、インドのカトリック教会の聖職者、枢機卿（* 1939年）[14]
- 10月4日 - ルイス・ジャンピエトリ（英語版）、ペルーの政治家、海軍軍人、元第一副大統領、元国会議員（* 1940年）[15]
- 10月4日 - 庄野進、日本の音楽学者、国立音楽大学名誉教授・元学長（* 1948年）[16]
- 10月4日 - ジェイソン・ウェインヤード、ニュージーランドのウッドチョッパー（英語版）（* 1973年）[17]
- 10月5日 - ディック・バトカス、アメリカ合衆国の元アメリカンフットボール選手（* 1942年）[18]
- 10月6日 - ローレン・カニングハム、アメリカ合衆国のキリスト教の宣教師（* 1936年）[19]
- 10月6日 - 岩國哲人、日本の政治家、元衆議院議員【新進党・太陽党・民政党・民主党所属】、元島根県出雲市長（* 1936年）[20]
- 10月6日 - モーリス・ブルグ、フランスのオーボエ演奏者、指揮者（* 1939年）[21]
- 10月6日 - アッティラ・ペシアーニ（英語版）、イランの俳優（* 1957年）[22]
- 10月7日 - 盧仁煥、大韓民国の政治家、元全国経済人連合会常任副会長、元国会議員（* 1932年）[23]
- 10月7日 - 朴鍾煥（朝鮮語版）、大韓民国のサッカー指導者（* 1938年）[24]
- 10月7日 - ライナー・ゴルトベルク（英語版）、ドイツのヘルデンテノール（英語版）歌手（* 1939年）[25]
- 10月7日（訃報発表日） - オールドリッチ・ペルチャーク、チェコスロバキア・チェコの宇宙飛行士（* 1943年）[26]
- 10月7日 - ビル・ハワード、アメリカ合衆国のプロレスラー（* 1945年）[27]
- 10月7日 - テレンス・デイヴィス（英語版）、イギリスの脚本家、映画監督（* 1945年）[28]
- 10月7日 - マルーフ・アル＝バヒト（英語版）、ヨルダンの政治家、元首相（* 1947年）[29]
- 10月7日（訃報発表日） - アンソニー・ヒコックス（英語版）、イギリスの映画監督、脚本家（* 1959年）[30]
- 10月7日 - テンジェン・シェルパ（英語版）、ネパールの登山家（* 1987年?）[31]
- 10月7日（遺体発見日） - ウィチット・チットウィマーン、タイ王国の外交官（* 1960年）[32]
- 10月7日 - パレスチナ・イスラエル戦争における襲撃の犠牲者：
  - イズハル・ペレド（英語版）、イスラエルの警察官、元ヨルダン川西岸地区国境警察署長（* 1961年）[33]
  - オフィル・リブシュタイン（英語版）、イスラエルの政治家、シャール・ハネゲブ地域評議会（英語版）議長（* 1973年）[34]
  - ロイ・レヴィ（英語版）、イスラエルの軍人、イスラエル国防軍大佐（* 1978年?）[35]
  - リオール・アスリン（英語版）、イスラエルのサッカー選手（* 1980年）[36]
  - イェホナタン・スタインバーグ（英語版）、イスラエルの軍人、イスラエル国防軍中佐（* 1980年?）[37]
- 10月8日 - 小松敏宏、日本の元プロ野球選手【読売ジャイアンツ所属】（* 1940年）[38]
- 10月8日 - バート・ヤング、アメリカ合衆国の俳優、元ボクサー（* 1940年）[39]
- 10月8日 - ショーヨム・ラースロー、ハンガリーの政治家、学者、大学教授、元大統領、元憲法裁判所長官（* 1942年）[40]
- 10月8日 - 六代目古今亭志ん橋、日本の落語家（* 1944年）[41]
- 10月8日 - 福田尚武、日本の舞台写真家（* 1944年）[42]
- 10月8日 - ニーナ・マトヴィエンコ（英語版）、ウクライナの歌手、女優（* 1947年）[43]
- 10月8日 - 谷村新司、日本のシンガーソングライター、上海音楽学院常任教授、フォークグループ「アリス」メンバー（* 1948年）[44]
- 10月8日 - ハーシェル・サヴェージ、アメリカ合衆国のポルノ俳優（* 1952年）[45]
- 10月8日 - アグネタ・アンデション（英語版）、スウェーデンのカヌースプリント選手、1984年・1996年オリンピック金メダリスト（* 1961年）[46]
- 10月9日（訃報発表日） - リノ・モンティエル・フォルサノ（英語版）、アルゼンチンの軍人、元トゥクマン州知事（* 1924年?）[47]
- 10月9日 - チャック・フィーニー（英語版）、アメリカ合衆国の実業家、DFSグループの共同創業者（* 1931年）[48]
- 10月9日 - 新井明、日本の英文学者、日本女子大学名誉教授（* 1932年）[49]
- 10月9日 - アンドレア・ブランツィ（英語版）、イタリアの建築家、デザイナー（* 1938年）[50]
- 10月9日 - ケヴィン・フィリップス、アメリカ合衆国の政治評論家（* 1940年）[51]
- 10月9日 - 鶴橋康夫、日本のテレビディレクター、映画監督（* 1940年）[52]
- 10月9日 - 泉正文、日本のスポーツ協会役員、元日本スポーツ協会副会長、元日本水泳連盟副会長（* 1948年）[53]
- 10月9日 - キース・ギッフェン（英語版）、アメリカ合衆国の漫画家（* 1952年）[54]
- 10月9日 - 孟海（中国語版）、香港の俳優（* 1958年）[55]
- 10月9日 - アリム・アブダラ（英語版）、イスラエルの軍人、国防軍中佐（* 1982年）[56]
- 10月10日 - 金南祚、大韓民国の詩人（* 1927年）[57]
- 10月10日 - 中利夫、日本の元プロ野球選手【中日ドラゴンズ所属】、元中日ドラゴンズ監督（* 1936年）[58]
- 10月10日 - マーク・ゴダード（英語版）、アメリカ合衆国の俳優（* 1936年）[59]
- 10月10日 - テリー・ディッシンガー、アメリカ合衆国の歯科医師、元プロバスケットボール選手、バスケットボール指導者、1960年オリンピック金メダリスト（* 1940年）[60]
- 10月10日 - ブレンダン・マローン、アメリカ合衆国のバスケットボール指導者（* 1942年）[61]
- 10月10日 - ジェフ・バー（英語版）、アメリカ合衆国の映画監督（* 1963年）[62]
- 10月10日 - OLAibi（英語版）、日本の音楽家、元OOIOOメンバー（* 生年不明）[63]
- 10月11日 - フィリス・コーツ（英語版）、アメリカ合衆国の女優（* 1927年）[64]
- 10月11日 - ルドルフ・アイズレー（英語版）、アメリカ合衆国のシンガーソングライター、アイズレー・ブラザーズ創設メンバー（* 1939年）[65]
- 10月11日 - 郭宝昌（中国語版）、中華人民共和国の映画監督、脚本家（* 1940年）[66]
- 10月11日 - マルティン・アイグナー（英語版）、オーストリアの数学者（* 1942年）[67]
- 10月11日 - 住友平、日本の元プロ野球選手【阪急ブレーブス所属】、元プロ野球コーチ（* 1943年）[68]
- 10月12日 - 千草英子、日本の喜劇役者、元松竹新喜劇劇団員（* 1930年）[69]
- 10月12日 - 鄭雲耕（朝鮮語版）、大韓民国の漫画家（* 1934年）[70]
- 10月12日 - 張永喆（朝鮮語版）、大韓民国の政治家、元労働部長官、元関税庁長、元国会議員（* 1936年）[71]
- 10月12日 - 畑嶺明、日本の脚本家（* 1943年）[72]
- 10月12日 - ルイス・アルフレード・ガラビート、コロンビアのシリアルキラー（* 1957年）[73]
- 10月12日 - 中条比紗也、日本の漫画家（* 1973年）[74]
- 10月12日（遺体発見日） - 金容浩（朝鮮語版）、大韓民国のYouTuber、元記者（* 1976年）[75]
- 10月13日 - ユベール・リーヴズ（英語版）、カナダの天体物理学者、環境保護主義者、作家（* 1932年）[76]
- 10月13日 - 渕上貞雄、日本の政治家、元参議院議員【日本社会党・社会民主党所属】、元社会民主党副党首（* 1937年）[77]
- 10月13日 - 西内ミナミ、日本の絵本作家（* 1938年）[78]
- 10月13日 - ルイーズ・グリュック、アメリカ合衆国の詩人（* 1943年）[79]
- 10月13日 - 許准栄（朝鮮語版）、大韓民国の公務員、元警察庁長（* 1952年）[80]
- 10月13日 - ヒュー・ラッセル（英語版）、アイルランドのボクサー、1980年オリンピック銅メダリスト（* 1959年）[81]
- 10月14日 - 朴栖甫（朝鮮語版）、大韓民国の美術家（* 1931年）[82]
- 10月14日 - パイパー・ローリー、アメリカ合衆国の女優（* 1932年）[83]
- 10月14日 - 財津一郎、日本のコメディアン、俳優、タレント（* 1934年）[84]
- 10月14日 - 悠雅彦、日本のジャズ評論家（* 1937年）[85]
- 10月14日（遺体発見日） - ダリウシュ・メフルジュイ（英語版）、イランの映画製作者（* 1939年）[86]
- 10月15日 - 岩波剛、日本の演劇評論家（* 1930年）[87]
- 10月15日 - 有働誠次郎（wikidata）、日本の実業家、コンサートプロモーター、ウドー音楽事務所創業者（* 1931年）[88]
- 10月15日 - 川本征平、日本のアニメーション美術監督、アトリエローク創業者（* 1938年）[89]
- 10月15日 - スザンヌ・ソマーズ（英語版）、アメリカ合衆国の女優（* 1946年）[90]
- 10月15日 - オレーク・アントロポフ、ソビエト連邦、ラトビアの元バレーボール選手、バレーボール指導者、元ソビエト連邦代表、1968年オリンピック金メダリスト（* 1947年）[91]

## 16日 - 31日

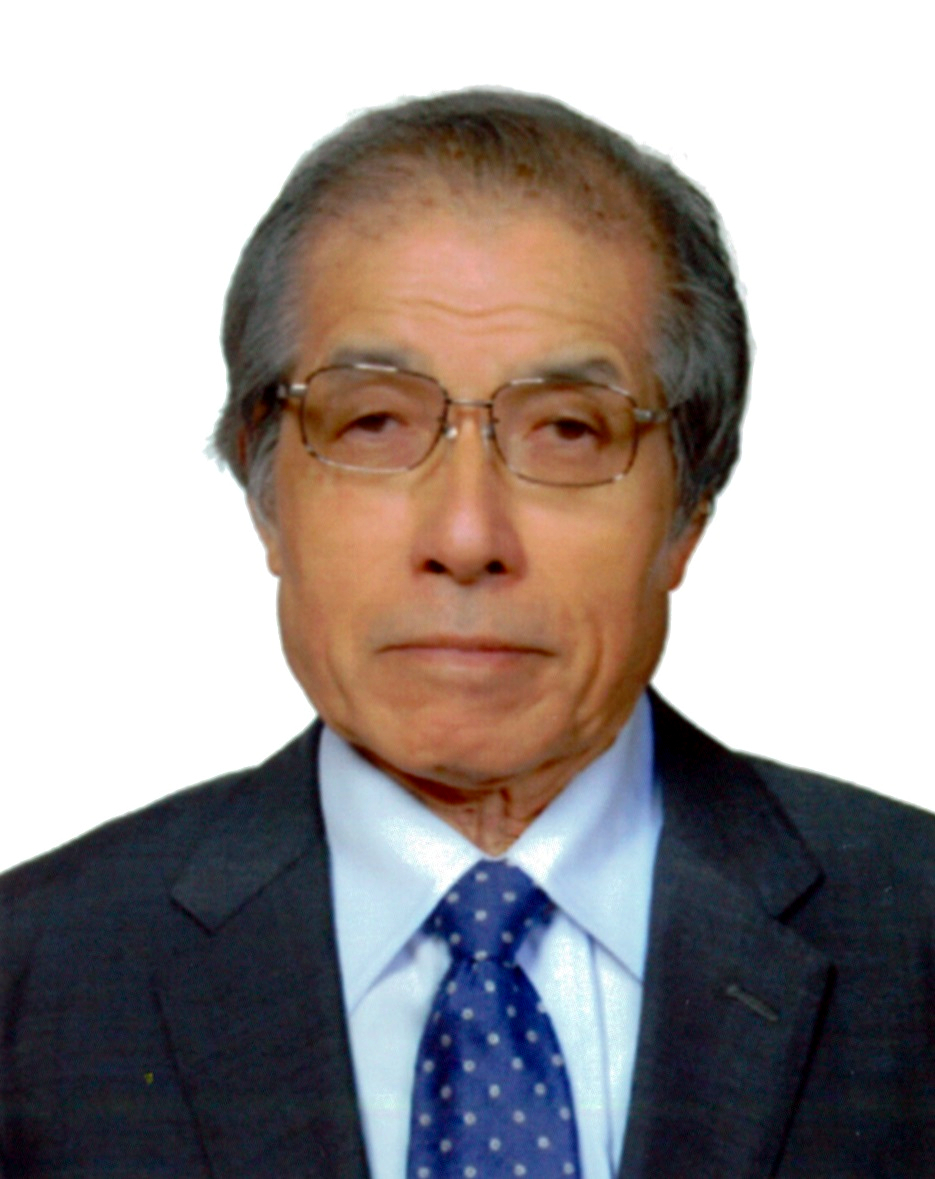
興膳宏／10月16日没

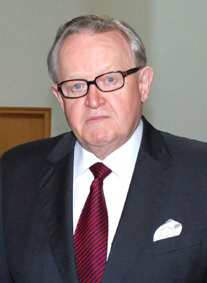
マルッティ・アハティサーリ／10月16日没

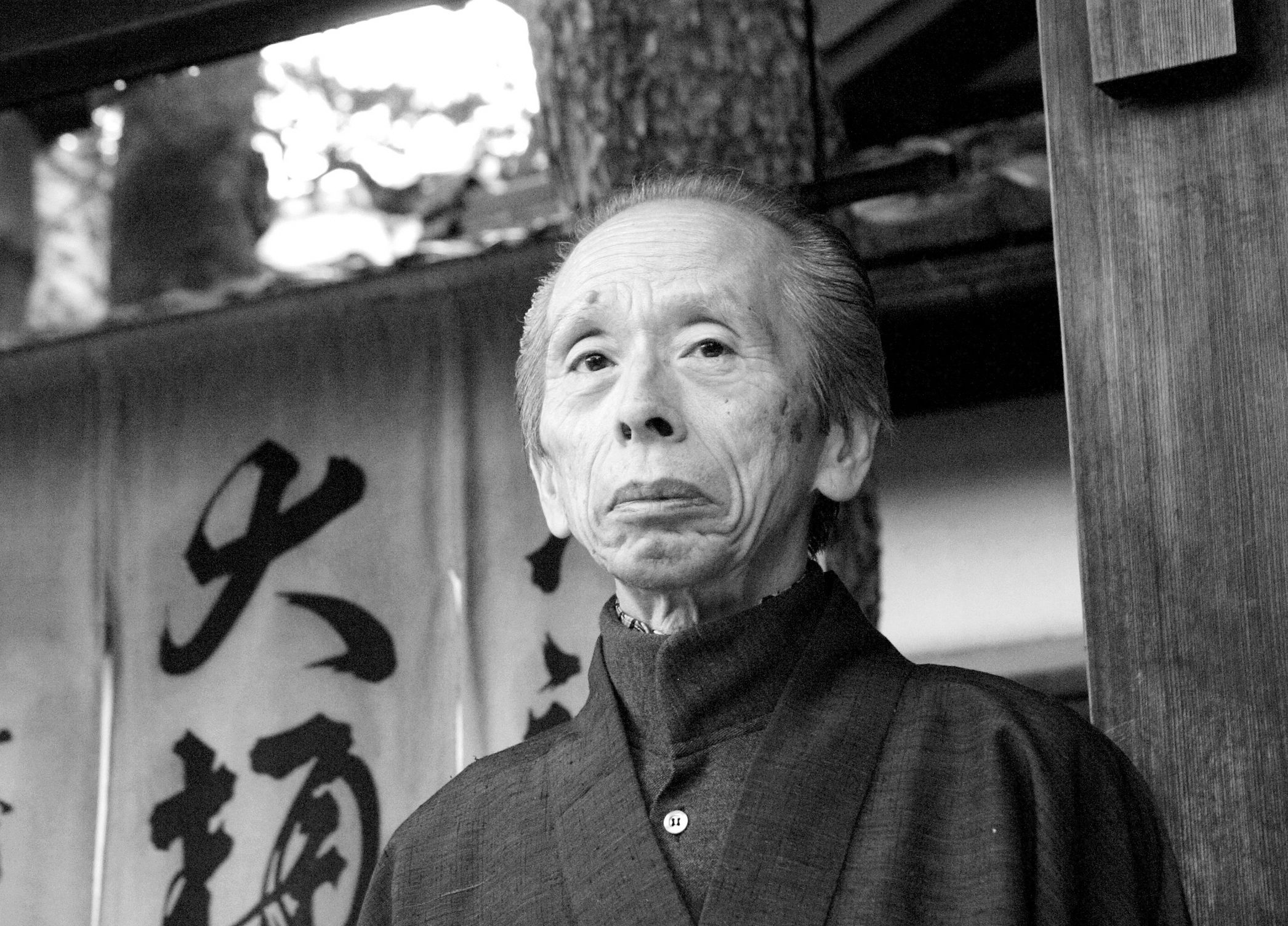
大樋陶冶斎／10月17日没

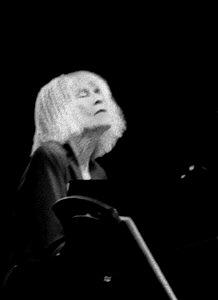
カーラ・ブレイ／10月17日没

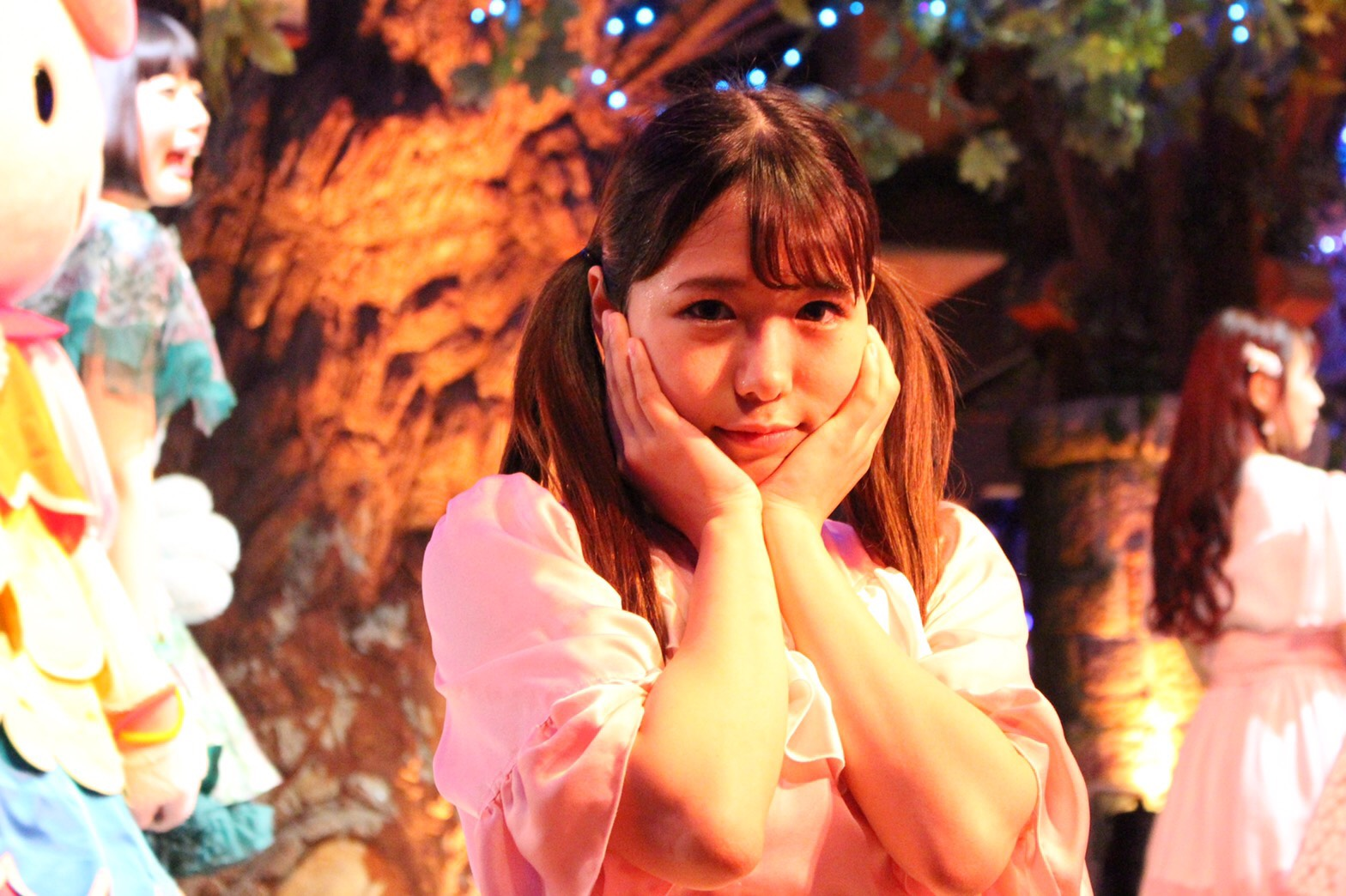
水城夢子／10月17日没

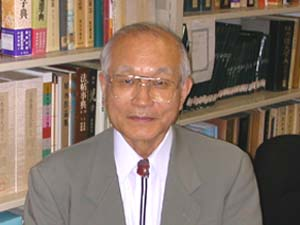
相川鐵崖／10月19日没

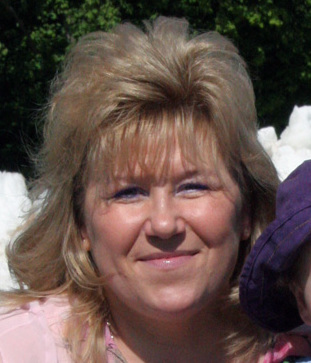
アンフィサ・レスツォワ／10月19日没

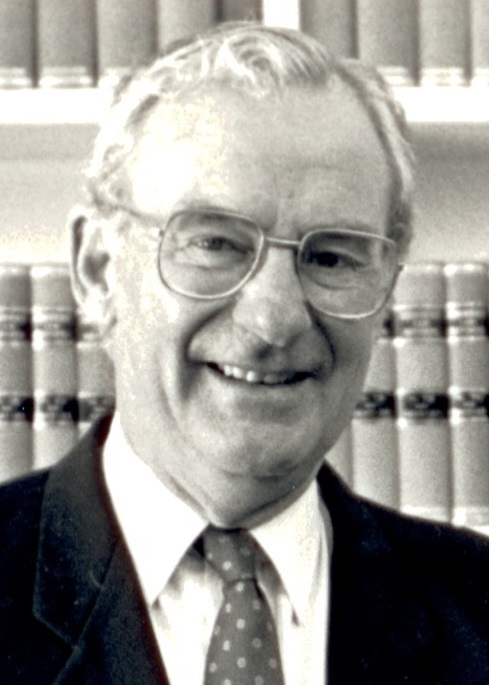
ビル・ヘイデン／10月21日没（訃報発表日）

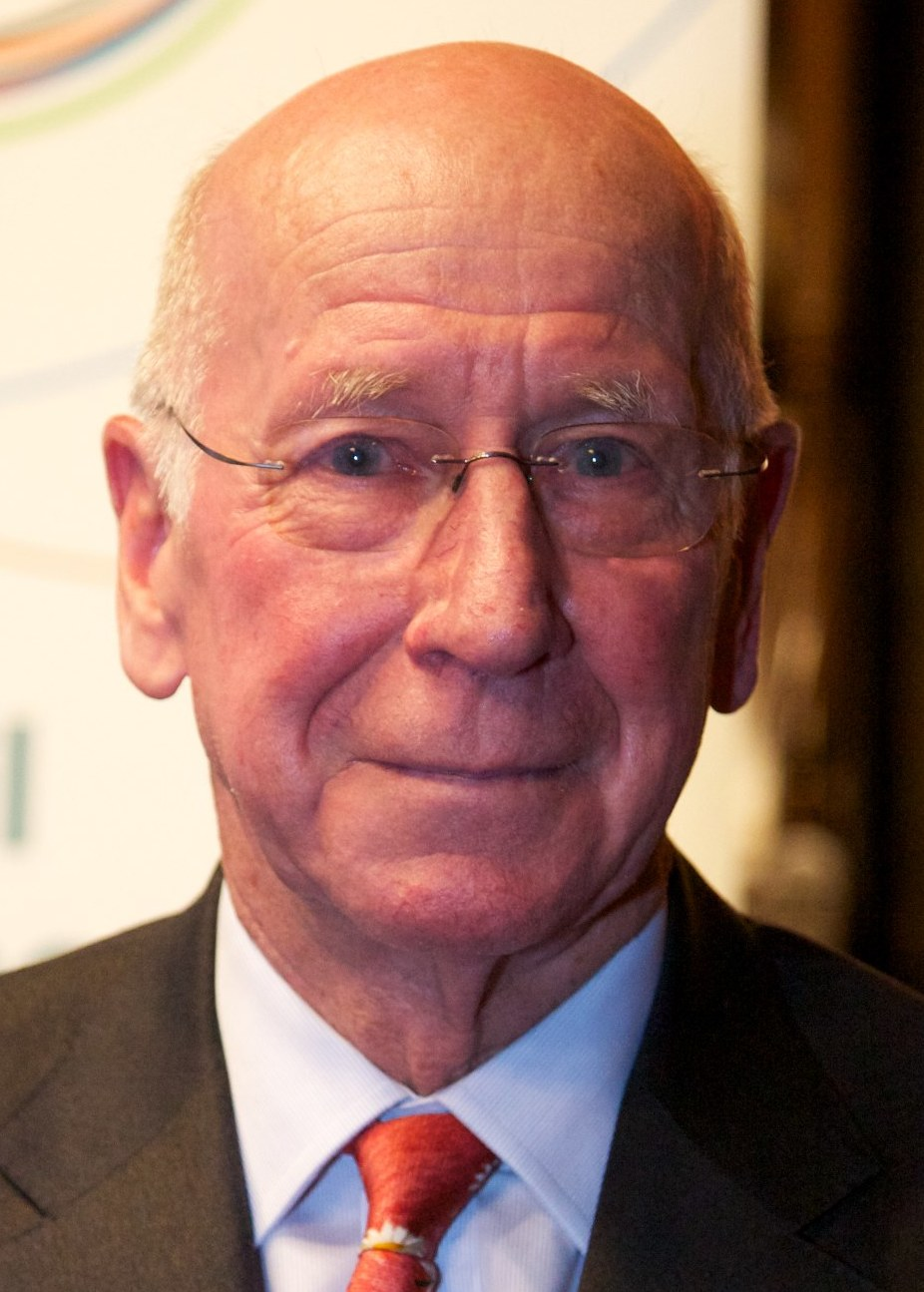
ボビー・チャールトン／10月21日没

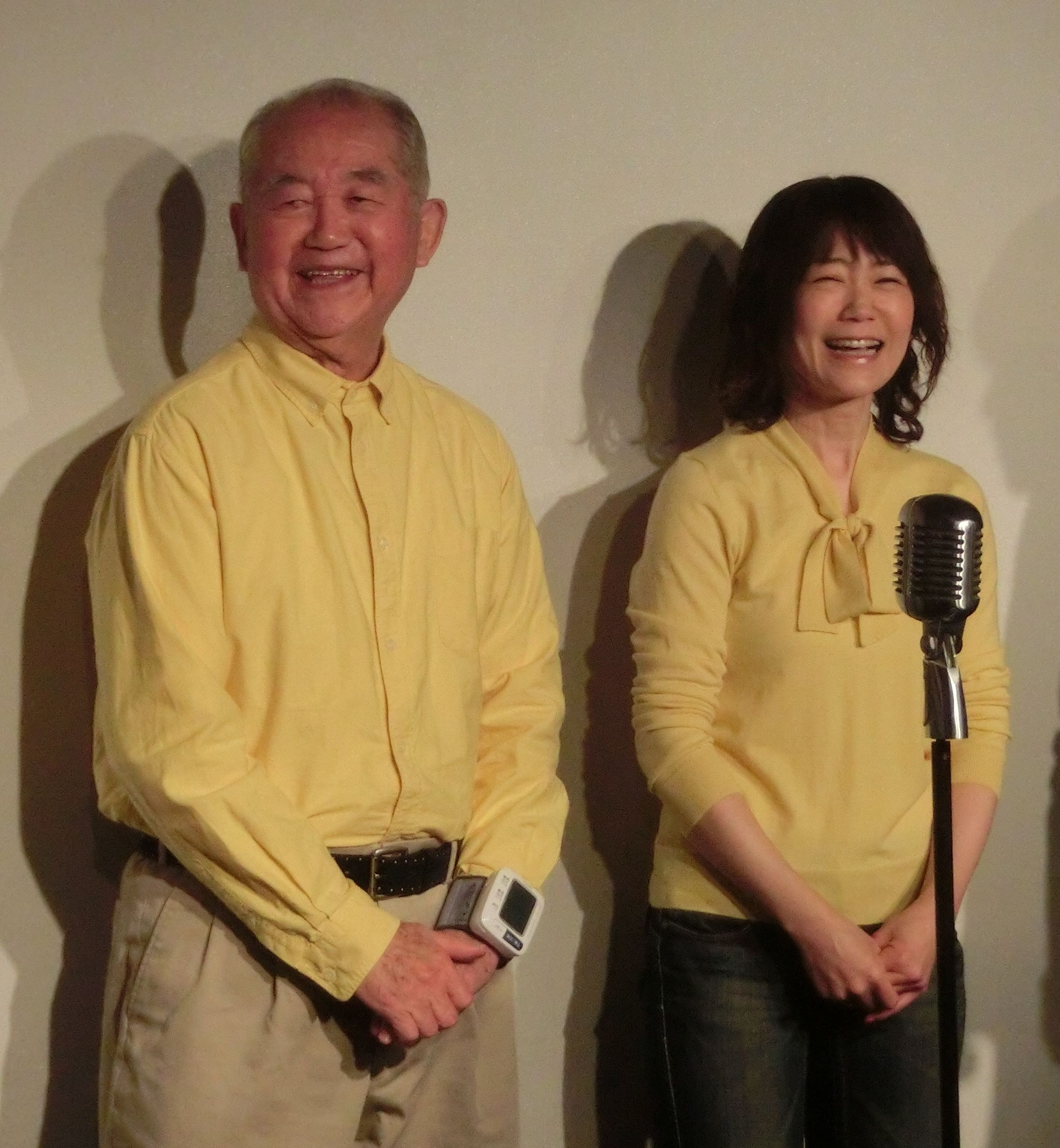
ティーチャ（左）／10月22日没（訃報発表日）

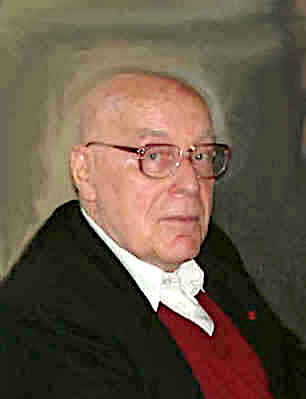
ハンス・アルバート／10月24日没

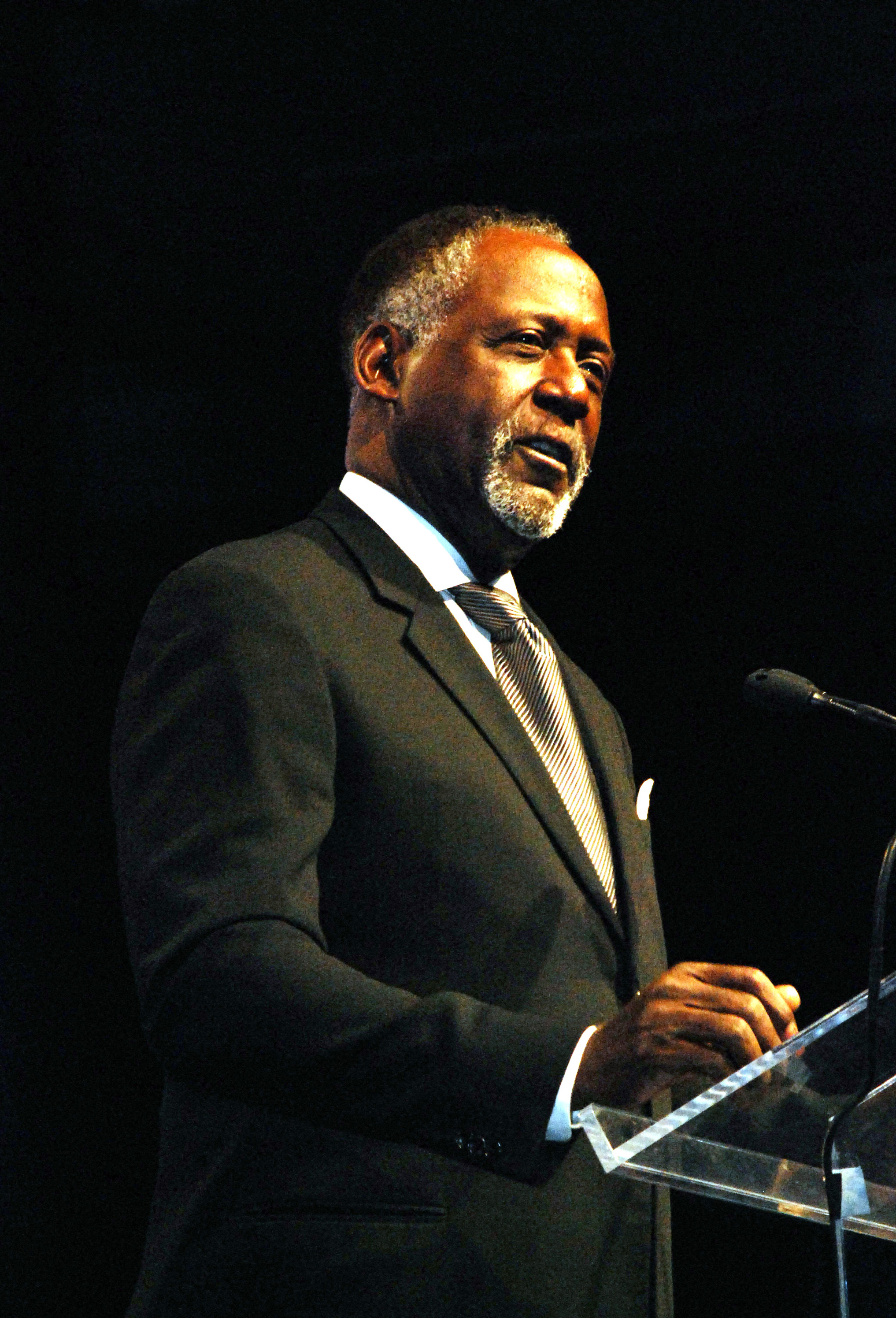
リチャード・ラウンドツリー／10月24日没

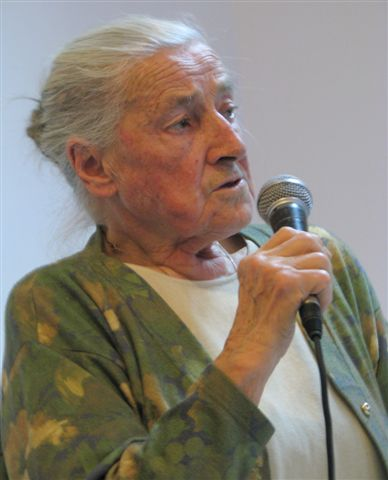
ワンダ・プウタフスカ／10月25日没

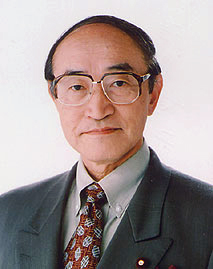
津島雄二／10月25日没

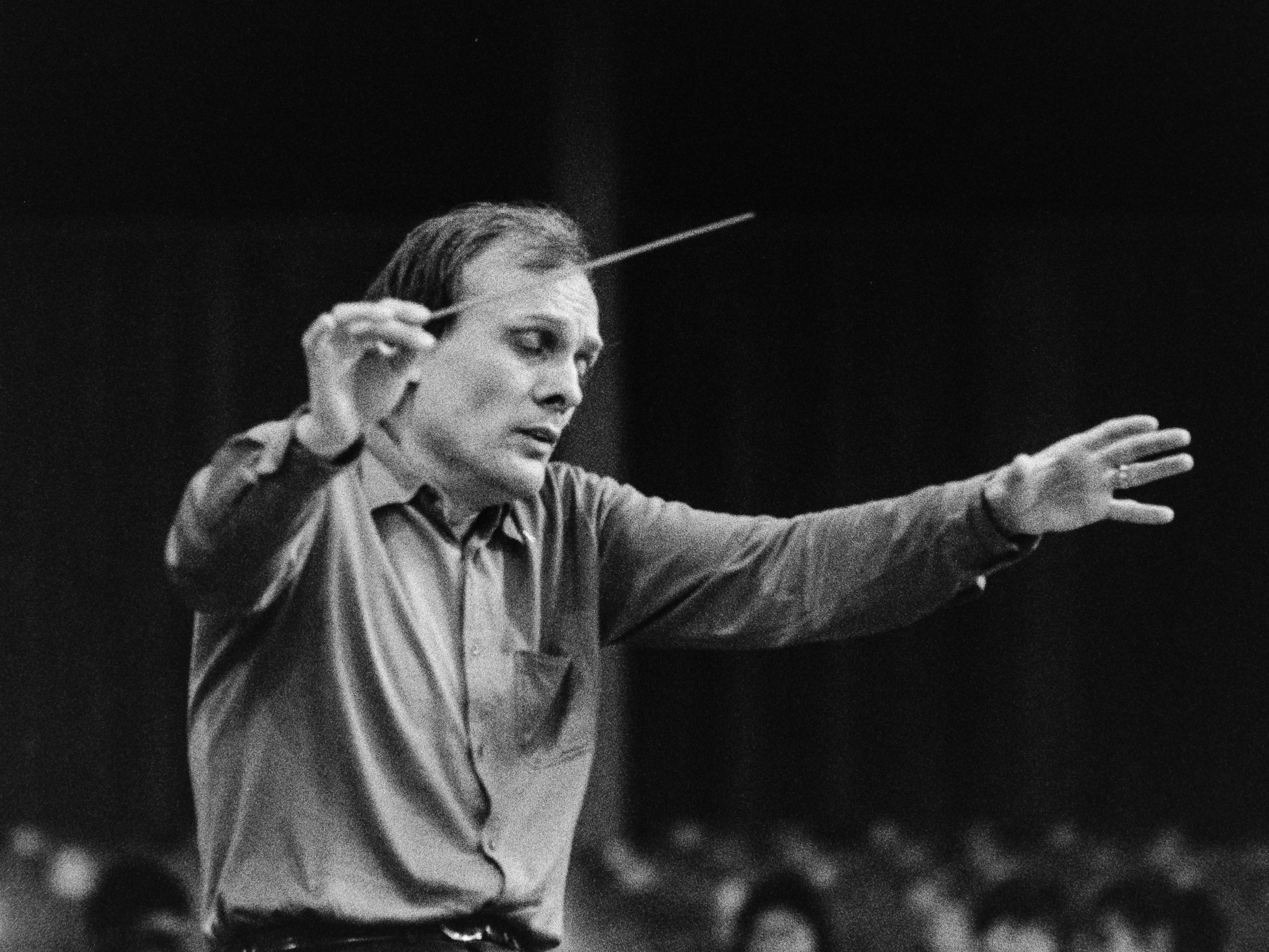
ズデニェク・マーツァル／10月25日没

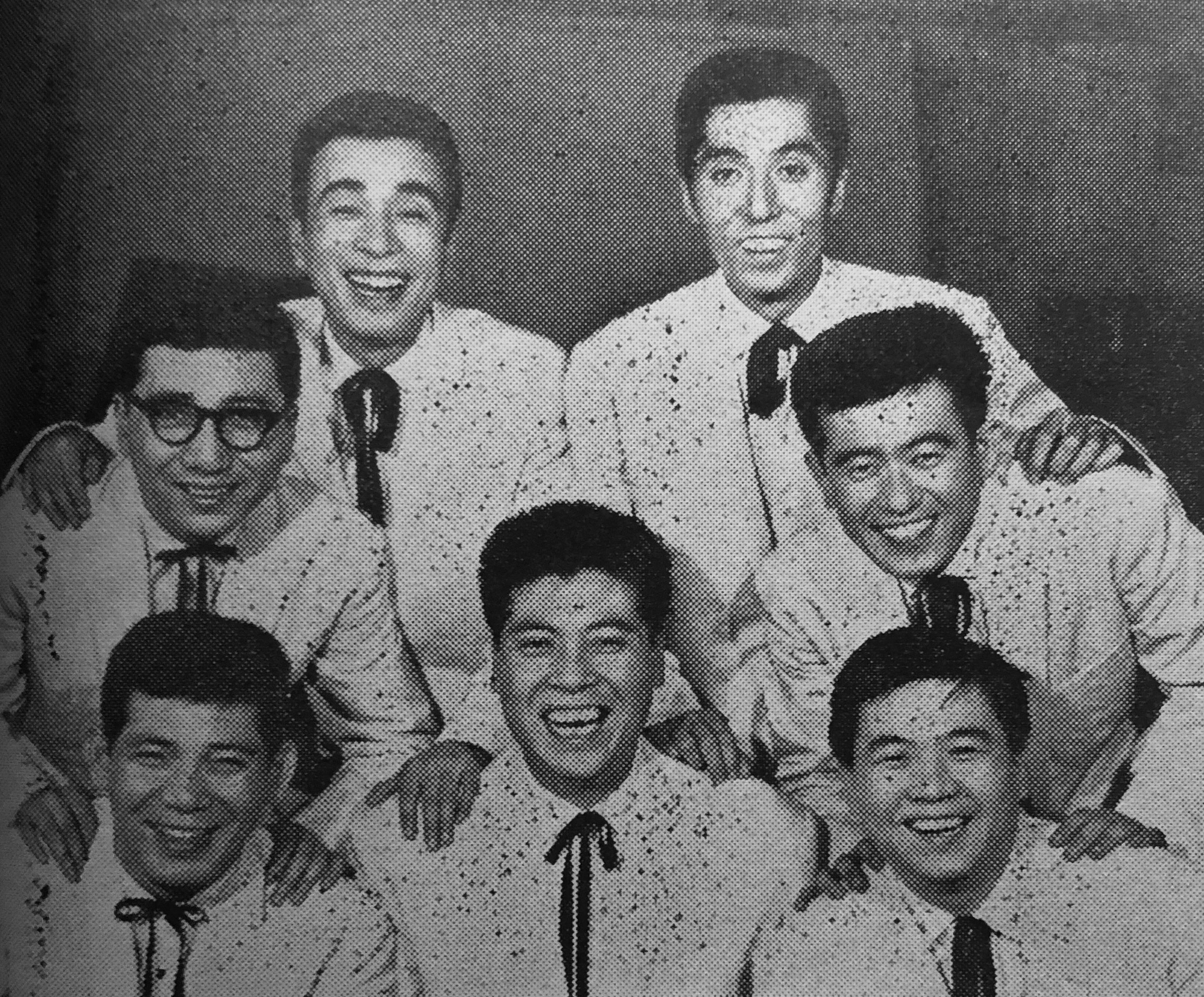
犬塚弘（後列右）／10月26日没

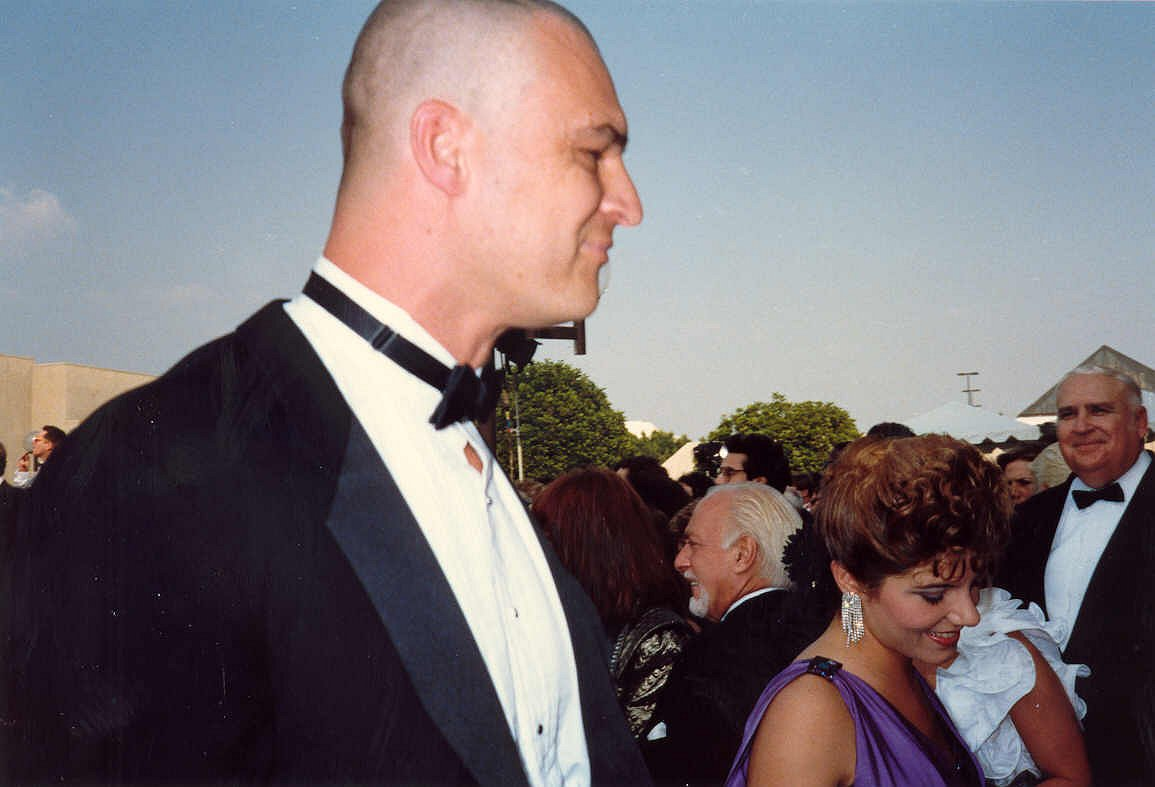
リチャード・モール／10月26日没

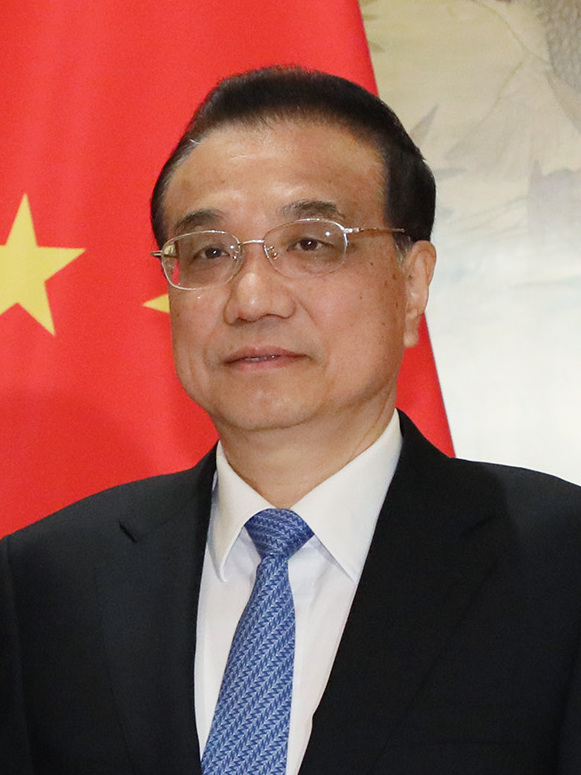
李克強／10月27日没

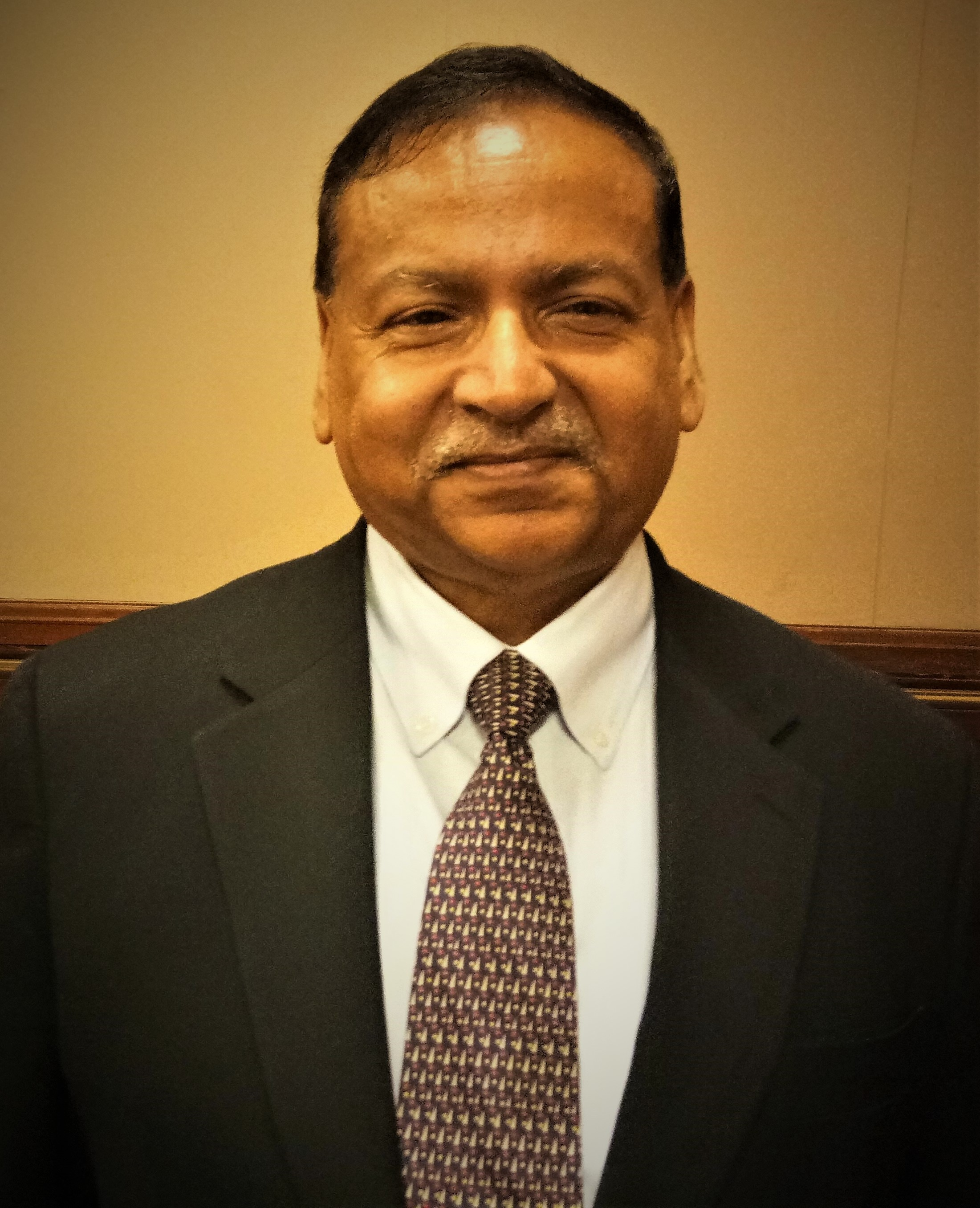
サリームル・フック／10月28日没

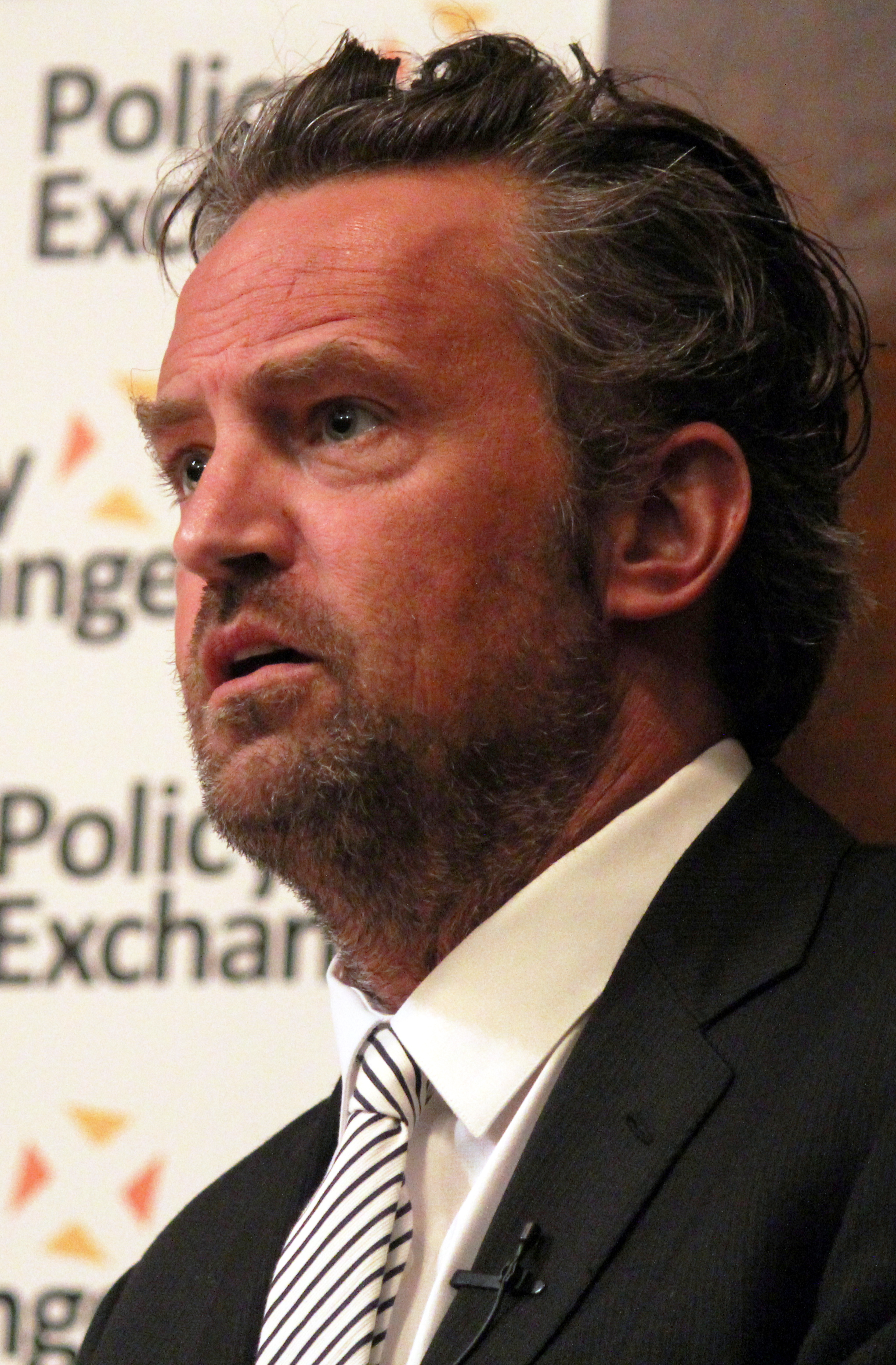
マシュー・ペリー／10月28日没

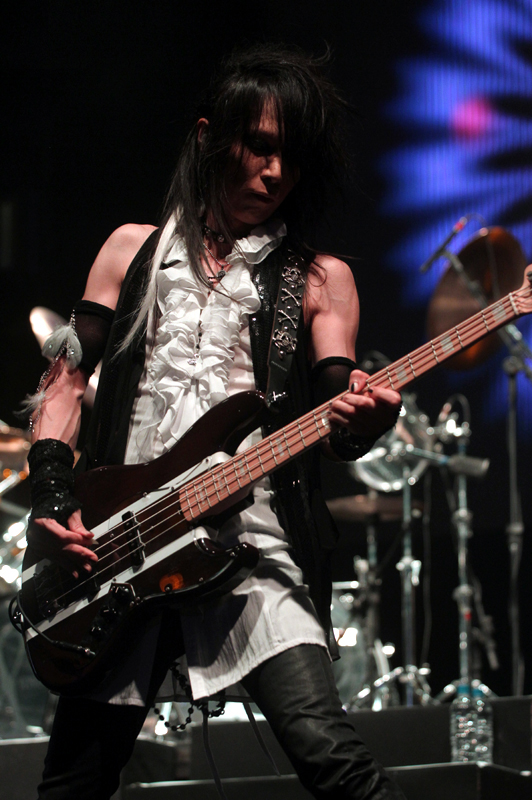
HEATH／10月29日没

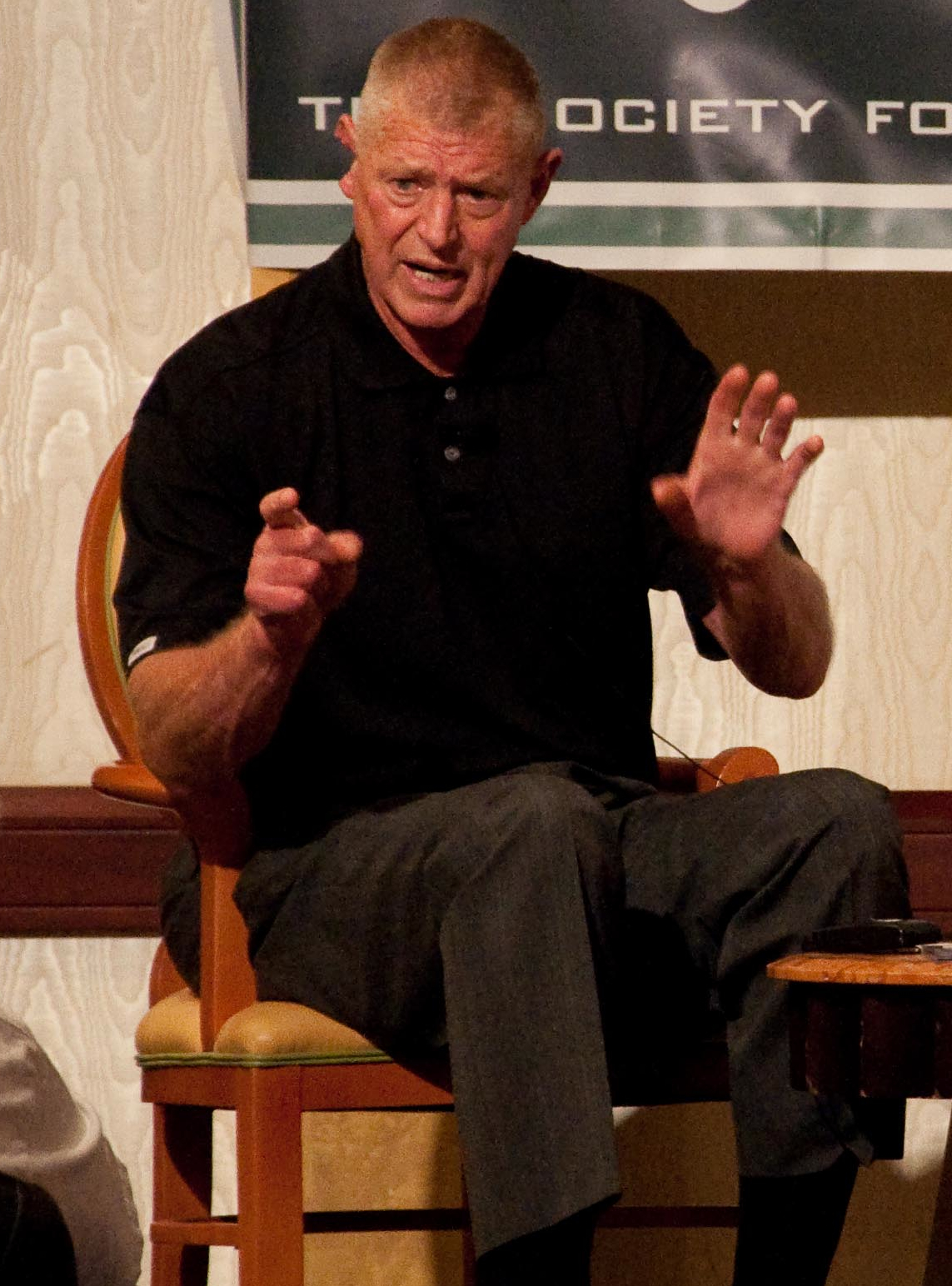
フランク・ハワード／10月30日没

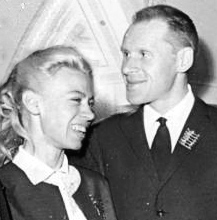
オレグ・プロトポポフ（右）／10月31日没

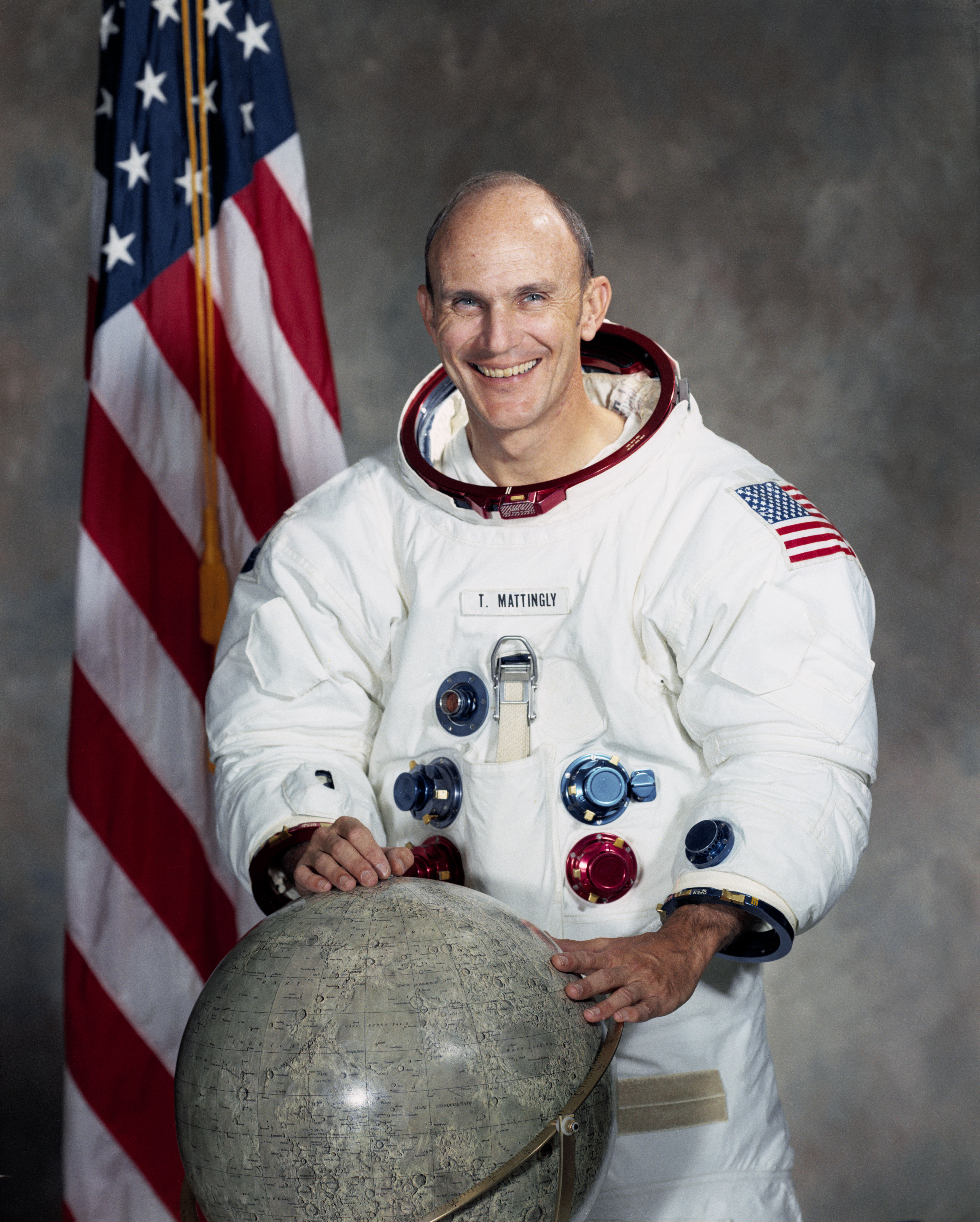
ケン・マッティングリー／10月31日没

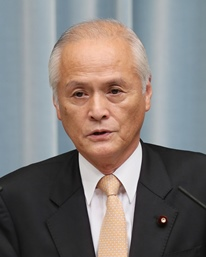
山本公一／10月31日没

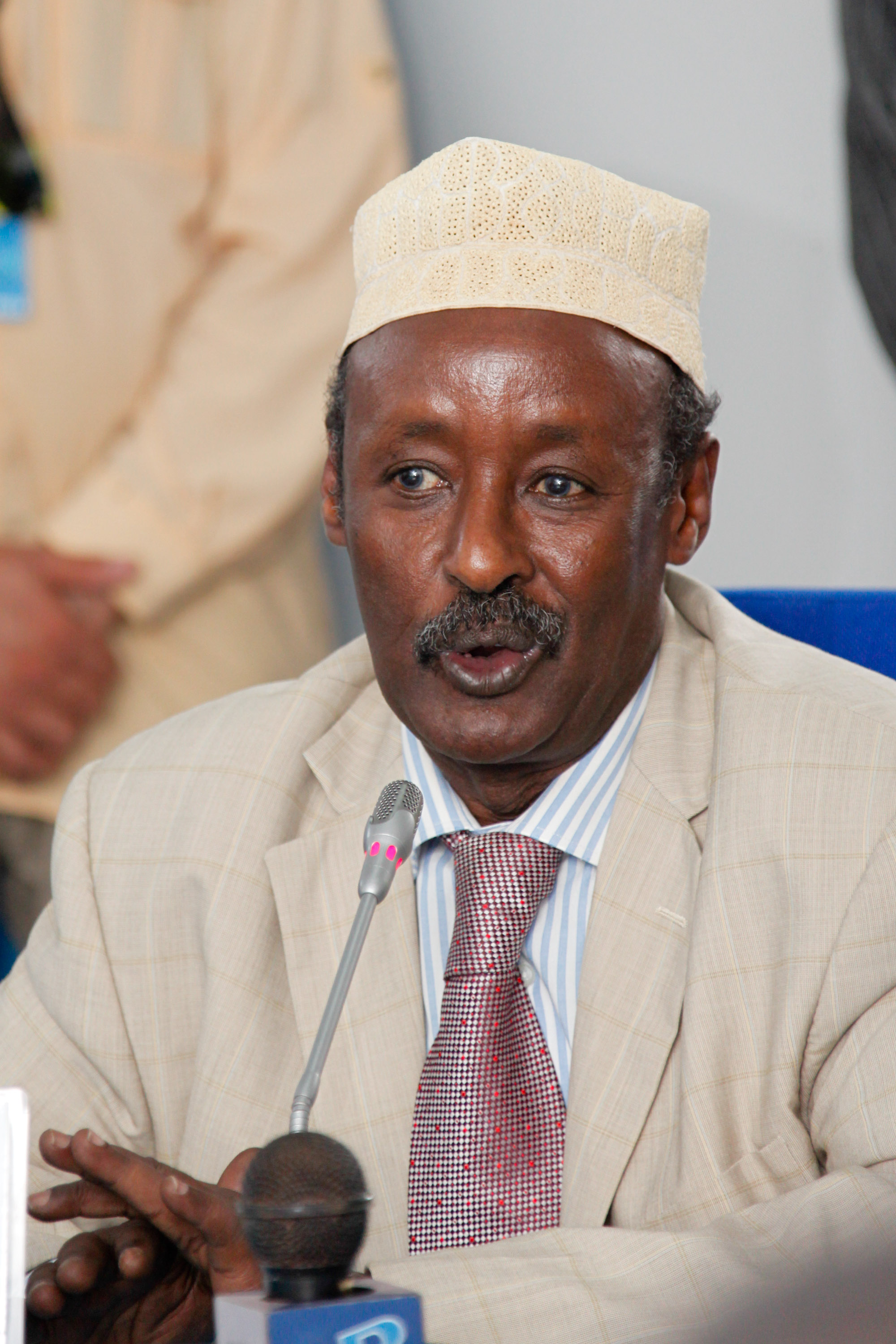
モハメド・アフメド・アリ／10月31日没

- 10月16日 - 白永勲、大韓民国の経済学者、政治家、元国会議員（* 1930年）[92]
- 10月16日 - 成耆兆（朝鮮語版）、大韓民国の詩人、小説家（* 1934年）[93]
- 10月16日 - 興膳宏、日本の中国文学者、京都大学名誉教授（* 1936年）[94]
- 10月16日 - 浅井昭衛（浅井昭衞）、日本の宗教家、富士大石寺顕正会会長（* 1931年）[95]
- 10月16日 - マルッティ・アハティサーリ、フィンランドの政治家、元大統領（* 1937年）[96]
- 10月17日 - 宮地良彦、日本の物理学者、信州大学元学長（* 1925年）[97]
- 10月17日 - 大樋陶冶斎、日本の陶芸家（* 1927年）[98]
- 10月17日 - 松田時彦、日本の地質学者、東京大学名誉教授（* 1931年）[99]
- 10月17日 - ワシリー・ザハロフ（英語版）、ソビエト連邦、ロシアの政治家、外交官、元ソ連文化相（* 1934年）[100]
- 10月17日 - カーラ・ブレイ、アメリカ合衆国のジャズピアニスト（* 1936年）[101]
- 10月17日 - オラツィオ・ランカティ（英語版）、イタリアの元プロサッカー選手（* 1940年）[102]
- 10月17日 - 東順治、日本の政治家、元衆議院議員【新進党・新党平和・公明党所属】、元公明党副代表（* 1946年）[103]
- 10月17日 - 半田康延、日本の医師、東北大学名誉教授（* 1946年）[104]
- 10月17日 - 水城夢子、日本のアイドル、元「妄想キャリブレーション」「BYOB」メンバー（* 1996年）[105]
- 10月17日 - アイマン・ノファル（英語版）、パレスチナの軍人、テロリスト、ハマース構成員、アル・カッサム旅団（英語版）中部司令官（* 生年不詳）[106]
- 10月18日 - 大島剛、日本の実業家、元三機工業社長（* 1933年）[107]
- 10月18日 - 佐野力三、日本の政治家、元北海道別海町長（* 1934年）[108]
- 10月18日 - ヘンリー・キエンバ（英語版）、ウガンダの政治家、元保健相（* 1939年）[109]
- 10月18日 - オスヴァルド・デジデーリ（英語版）、イタリアの美術デザイナー、インテリアデザイナー、セットデザイナー（* 1939年）[110]
- 10月18日 - もんたよしのり、日本のシンガーソングライター、俳優（* 1951年）[111]
- 10月18日 - 牧野信博、日本の作曲家、編曲家（* 1960年）[112]
- 10月19日 - 相川鐵崖、日本の書家、東京学芸大学名誉教授（* 1937年）[113]
- 10月19日（訃報発表日） - ハインリッヒ・メスナー（英語版）、オーストリアのアルペンスキー選手、1968年・1972年オリンピック銅メダリスト（* 1939年）[114]
- 10月19日 - 成田光弘、日本の元プロ野球選手【大毎オリオンズ、阪急ブレーブス所属】（* 1942年）[115]
- 10月19日 - フリッツ・ピーターソン（英語版）、アメリカ合衆国の元プロ野球選手（* 1942年）[116]
- 10月19日 - 堤克彦、日本の法学者、西南学院大学名誉教授（* 1944年）[117]
- 10月19日 - ラーシュ・ベリハーゲン（英語版）、スウェーデンのシンガーソングライター（* 1945年）[118]
- 10月19日 - ジャミラ・アッ＝シャンティ（英語版）、パレスチナの政治家、ハマース政治局員、元立法評議会議員（* 1955年）[119][120]
- 10月19日 - アンフィサ・レスツォワ、ソビエト連邦、ロシアのバイアスロン・クロスカントリースキー選手、1988年・1992年・1994年オリンピック金メダリスト（* 1964年）[121]
- 10月19日 - 櫻井敦司、日本のミュージシャン、バンド「BUCK-TICK」メンバー（* 1966年）[122]
- 10月20日 - 大野源二郎、日本の写真家（* 1924年）[123]
- 10月20日 - 中庸助、日本の俳優、声優（* 1930年）[124]
- 10月20日 - 坂中英徳、日本の法務官僚、元東京入国管理局長（* 1945年）[125]
- 10月20日 - ヘイドン・グウィン（英語版）、イギリスの女優（* 1957年）[126]
- 10月21日 - 金永棹、大韓民国の登山家、政治家、元国会議員（* 1924年）[127]
- 10月21日 - 須賀淳、日本の文部官僚、教育者、元須賀学園理事長（* 1924年）[128]
- 10月21日 - ベッツィー・ロールズ、アメリカ合衆国のプロゴルファー（* 1928年）[129]
- 10月21日 - ナタリー・ゼモン・デイヴィス（英語版）、アメリカ合衆国、カナダの歴史学者（* 1928年）[130]
- 10月21日 - レイノ・ベリエソン（英語版）、スウェーデンの元プロサッカー選手、元同国代表（* 1929年）[131]
- 10月21日（訃報発表日） - ビル・ヘイデン、オーストラリアの政治家、元総督、元外相（* 1933年）[132]
- 10月21日 - ボビー・チャールトン、イギリス・イングランドの元プロサッカー選手、サッカー指導者、元イングランド代表【マンチェスター・ユナイテッドFCなどに所属】（* 1937年）[133]
- 10月21日 - 車屋正昭、日本の和太鼓奏者（* 1950年?）[134]
- 10月21日 - サマンサ・ウォール（英語版）、アメリカ合衆国のシナゴーグ代表（* 1983年）[135]
- 10月22日（訃報発表日） - ティーチャ、日本のお笑いタレント、お笑いコンビ「めいどのみやげ」メンバー（* 1935年）[136]
- 10月22日 - 楊楽（中国語版）、中華人民共和国の数学者（* 1939年）[137]
- 10月22日 - 石崎晴己、日本のフランス文学者、青山学院大学名誉教授（* 1940年）[138]
- 10月23日 - ラーング・イシュトヴァーン（英語版）、ハンガリーの作曲家（* 1933年）[139]
- 10月23日 - 松本英昭、日本の自治官僚、元自治事務次官（* 1942年）[140]
- 10月23日 - 石川多聞、日本の政治家、元茨城県議会議員、同議長（* 1943年）[141]
- 10月23日 - ビル・ケンライト（英語版）、イギリスの演劇・映画プロデューサー、エヴァートンFC代表（* 1945年）[142]
- 10月24日 - ハンス・アルバート、ドイツの哲学者（* 1921年）[143]
- 10月24日 - ニールス・ホルスト＝セレンセン（英語版）、デンマークの空軍軍人、元陸上競技選手、元デンマーク空軍司令官、元NATO軍事委員会デンマーク代表、元デンマークオリンピック委員会委員長、元国際オリンピック委員会委員（* 1922年）[144]
- 10月24日 - リチャード・ラウンドツリー、アメリカ合衆国の俳優（* 1942年）[145]
- 10月24日 - 一城みゆ希、日本の声優、女優（* 1947年）[146]
- 10月24日 - ウラジーミル・ネクラソフ、ロシアのオリガルヒ、ルクオイル会長（* 1957年?）[147]
- 10月24日 - 蟷螂襲、日本の俳優、劇作家、演出家（* 1958年）[148]
- 10月25日 - ワンダ・プウタフスカ、ポーランドの医師、反中絶活動家（* 1921年）[149]
- 10月25日 - 小林隆彰、日本の僧侶、延暦寺滋賀院門跡住職、望擬講大僧正（* 1928年）[150]
- 10月25日 - ロバート・アーウィン（英語版）、アメリカ合衆国のインスタレーションアーティスト（* 1928年）[151]
- 10月25日 - 津島雄二、日本の政治家、大蔵官僚、元衆議院議員【自由民主党・高志会・自由改革連合所属】、第71・84代厚生大臣（* 1930年）[152]
- 10月25日 - アンデアル・モルテラー（英語版）、オーストリアのアルペンスキー選手、1956年オリンピック銀メダリスト（* 1931年）[153]
- 10月25日 - 高橋治朗、日本の実業家、名港海運会長、元名古屋商工会議所会頭（* 1932年）[154]
- 10月25日 - ズデニェク・マーツァル、チェコの指揮者（* 1936年）[155]
- 10月25日 - ギオルゴス・グラマティカキス（英語版）、ギリシャの物理学者、政治家、元クレタ大学（英語版）学長、元欧州議会議員（* 1939年）[156]
- 10月25日 - 根本正義、日本の近代児童文学研究者、東京学芸大学名誉教授（* 1942年）[157]
- 10月25日 - 崔元碩（朝鮮語版）、大韓民国の実業家（* 1943年）[158]
- 10月25日 - 出沢敏雄、日本の日本銀行役員、元国際局長（* 1951年）[159]
- 10月25日 - 前津榮健、日本の行政法学者、沖縄国際大学学長（* 1955年）[160]
- 10月25日 - 土屋高弘、日本のカメラマン、サーファー（*1963年）[161]
- 10月25日 - 中市好昭、日本のビデオジョッキー、映像作家（* 生年非公表）[162]
- 10月26日 - 犬塚弘、日本の俳優、ベーシスト、「ハナ肇とクレージーキャッツ」メンバー（* 1929年）[163]
- 10月26日 - リチャード・モール、アメリカ合衆国の俳優、声優（* 1943年）[164]
- 10月26日 - ビンゴ・スミス、アメリカ合衆国の元プロバスケットボール選手【クリーブランド・キャバリアーズほか所属】（* 1946年）[165]
- 10月27日 - 高嶋フジ、日本のスーパーセンテナリアン（* 1911年）[166]
- 10月27日 - ヴィクトル・ママトフ、ソビエト連邦、ロシアのバイアスロン選手、1968年・1972年オリンピック金メダリスト（* 1937年）[167]
- 10月27日 - 池央耿、日本の翻訳家（* 1940年）[168]
- 10月27日 - 三遊亭左圓馬、日本の落語家（* 1944年）[169]
- 10月27日 - 荒木泰臣、日本の政治家、元熊本県嘉島町長、元全国町村会長（* 1946年）[170]
- 10月27日 - 肖明亮（中国語版）、ミャンマーの政治家、ワ州政府副主席（* 1948年）[171]
- 10月27日 - 李克強、中華人民共和国の政治家、第7代国務院総理（* 1955年）[172]
- 10月27日 - 呉尊友（中国語版）、中華人民共和国の感染症学者（* 1963年）[173]
- 10月28日 - 二部黎、日本の彫刻家（* 1943年）[174]
- 10月28日 - サリームル・フック、バングラデシュの気候学者、国際気候変動開発センター長（* 1952年）[175]
- 10月28日 - マシュー・ペリー、アメリカ合衆国の俳優（* 1969年）[176]
- 10月28日（訃報発表日） - アルミタ・ゲラヴァンド（英語版）、イランの少女（* 2006年?）[177]
- 10月29日 - 秋沢旻、日本の実業家、元石原産業社長（* 1924年）[178]
- 10月29日 - 中塚明、日本の歴史学者、奈良女子大学名誉教授（* 1929年）[179]
- 10月29日 - 泉昭二、日本の漫画家（* 1932年）[180]
- 10月29日 - 辻本均、日本の実業家、元三井住友建設会長（* 1938年）[181]
- 10月29日 - 大澤光民、日本の鋳金家、人間国宝（* 1941年）[182]
- 10月29日 - HEATH、日本のミュージシャン、ロックバンドX JAPANのベーシスト（* 1968年）[183]
- 10月30日 - 栗林定友、日本の海事実業家、栗林商船元会長・顧問（* 1926年）[184]
- 10月30日 - フランク・ハワード、アメリカ合衆国の元プロ野球選手【ロサンゼルス・ドジャース、ワシントン・セネタース、太平洋クラブライオンズほか所属】、サンディエゴ・パドレス、ニューヨーク・メッツ監督（* 1936年）[185]
- 10月30日 - 羽鳥光俊、日本の電子情報通信工学者、東京大学名誉教授（* 1938年）[186]
- 10月30日 - パーストル・イシュトヴァーン（英語版）、セルビアの政治家、ヴォイヴォディナ議会議長、ヴォイヴォディナ・ハンガリー人同盟（英語版）党首（* 1956年）[187]
- 10月31日 - オレグ・プロトポポフ、ソビエト連邦のフィギュアスケーター、オリンピックフィギュアスケート金メダリスト〈1964年インスブルック大会・1968年グルノーブル大会〉（* 1932年）[188]
- 10月31日 - 助安由吉、日本の作家、ミュージックエイト創業者（* 1935年）[189]
- 10月31日 - ケン・マッティングリー、アメリカ合衆国の宇宙飛行士（* 1936年）[190]
- 10月31日 - 一井淳治、日本の政治家、弁護士、元参議院議員【日本社会党・社会民主党・民主党所属】（* 1936年）[191]
- 10月31日 - 伊藤浩史、日本の音楽教育者、新潟大学名誉教授（* 1938年?）[192]
- 10月31日 - フランシス・メール（英語版）、フランスの政治家、元経済・財務・産業相、元サンゴバン従業員（* 1939年）[193]
- 10月31日 - エルマー・ヴェッパー（英語版）、ドイツの俳優（* 1944年）[194]
- 10月31日 - 山本公一、日本の政治家、元自由民主党衆議院議員、第23代環境大臣、元内閣府特命担当大臣（原子力防災担当）、元愛媛県議会議員（* 1947年）[195]
- 10月31日 - モハメド・アフメド・アリ、ソマリアの政治家、元ガルムドゥグ大統領（* 1951年）[196]
- 10月31日 - タイラー・クリストファー（英語版）、アメリカ合衆国の俳優（* 1972年）[197]

## 没日不明
- 10月 - 津田千多代、日本のセンテナリアン、ぎんさん四姉妹三女（* 1918年）[198]